# ボーイング747
ボーイング747
Boeing 747
パンアメリカン航空のボーイング747-100
（同社は世界で最初に747を導入した）
- 用途：旅客機
- 分類：ワイドボディ
- 設計者：ジョー・サッター（英語版） など
- 製造者： ボーイング
- 旅客型
  - パンアメリカン航空
  - 日本航空
  - ルフトハンザドイツ航空
  - ほか
- 貨物型
  - 大韓航空カーゴ
  - 日本貨物航空
  - UPS航空
  - ほか
- 初飛行：

 1969年2月9日
 1970年3月11日
- 生産数：1574機（2022年12月）
- 生産開始：1968年
- 運用開始：1970年1月22日
（パンアメリカン航空・トランス・ワールド航空）
- 運用状況：運用中

ボーイング747（英: Boeing 747）は、アメリカ合衆国のボーイング社が開発・製造していた大型ジェット旅客機シリーズ。1969年2月の初飛行から多くの改良を重ね、半世紀以上に渡って生産が続けられたボーイング社のロングセラーであり、エアバスA380が初飛行するまでは世界最大の民間航空機であった。一般的には「ジャンボジェット（Jumbo Jet）」の愛称で呼ばれる。

## 概要
世界初のワイドボディ機で、それまでのボーイング707やダグラス DC-8といった従来のジェット旅客機の2倍以上の乗客数を誇る。航空業界に大量輸送時代を到来させたことによってそれまで一般庶民にとって高嶺の花であった航空旅行、特に国外旅行の大衆化を可能にした航空史に残る画期的な機体であった。アメリカや日本、アラブ首長国連邦など世界各国の政府首脳専用機に採用され、NASAのスペースシャトル輸送機等にも転用されている。この他にも積載性の高さから大型貨物機としても大きな成功を収め、旅客型・貨物型問わず世界の航空会社で活躍した。
なお、2021年3月現在までの航空会社1社による合計発注機数は、日本航空の113機が最多である。
愛称の「ジャンボジェット」は、19世紀後半にロンドン動物園やバーナム・アンド・ベイリー・サーカスで活躍した有名なアフリカ象・ジャンボの名前に由来している。当初ボーイング社は、「鈍重なイメージがあるこの愛称は最新鋭機にふさわしくない」としてこの愛称を認めず、「スーパーエアバス」としていたが、愛称が一般に受け入れられたこと、1970年代にエアバス・インダストリー（現：エアバス）がヨーロッパにおいて航空機製造を開始したこともあり、今日では公式の場でもこの愛称由来の呼称を用いることが多い。
2014年6月28日に製造機数通算1,500機目の747がルフトハンザドイツ航空へ引き渡された（ボーイング747-8IC、機体番号：D-ABYP）。また747シリーズの引き渡し数通算1,500機目が日本貨物航空に引き渡された（ボーイング747-8F、機体番号：JA17KZ）。

## 沿革

### 開発

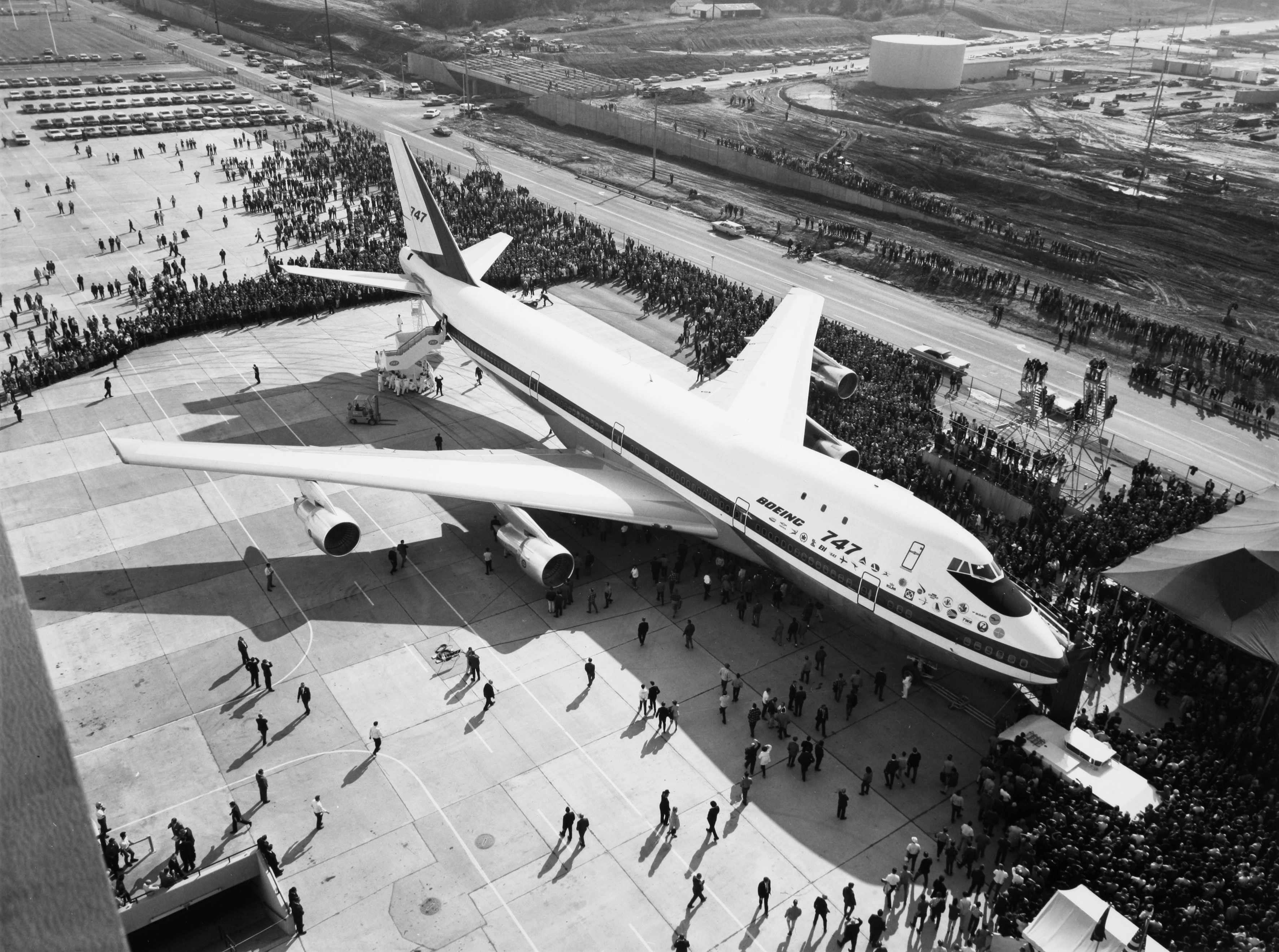
1968年9月30日の公開の様子

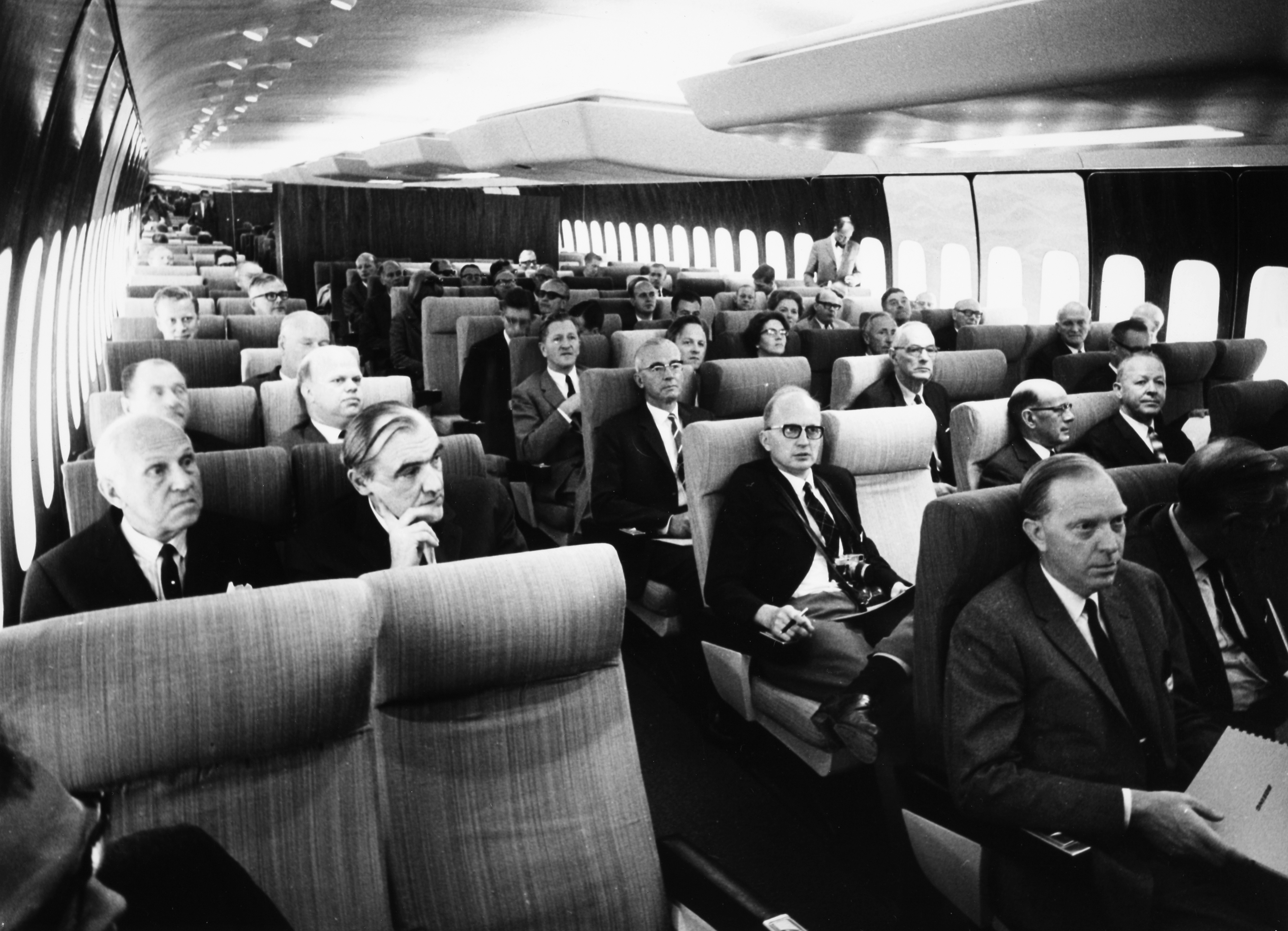
当時としては破格の広さだったキャビン

1960年代の国際航空路線は、1950年代に開発されたボーイング707やダグラス DC-8など、通路を1本持った乗客数150 - 200人の機体（ナローボディ機）が主力であった。特にパンアメリカン航空・日本航空・エールフランス・英国海外航空などの主要航空会社は、これらの機体を使用して旅客の獲得競争をしていた。
当時、ボーイング2707やアエロスパシアル・コンコルドなどに代表される超音速旅客機の開発が進んでいた一方、世界各国では空港の拡張が進捗していなかったことに加えて航空機騒音が深刻化していた。増加する航空需要に対応するためには航空機の大型化が求められた中、ダグラス・エアクラフトはDC-8の胴体を延長した-60シリーズをリリースして好評を収めたが、ボーイング707はランディングギアの短さから胴体のストレッチが不可能となっていた。このような状況で、パンアメリカン航空は1970年代以降に主力となると思われていた超音速旅客機と並ぶ次世代機として、従来機の2倍以上（350 - 450人）の乗客を乗せる大型機の開発をボーイングに要求した。
この頃のボーイングはアメリカ空軍の次期戦略輸送機計画の受注争いでロッキードに敗れた直後だったが、この計画に充てていた技術・人員を転用して設計案を民間輸送機に見直すことを、パンアメリカン航空の経営者であるファン・トリップに提案した。トリップはこの案を大いに気に入り、1965年12月2日に「ボーイングが本気で747を開発するなら、最初の25機を5億5,000万ドルで購入する」と確約した。その後、ボーイングは1969年末までに最初の747機をパンアメリカン航空に納入することに合意。平均的な開発期間の2/3となる28ヶ月で設計を終結させたが、このスピード開発を達成した関係者らには後に「The Incredibles」の渾名が付けられている。
747は旅客機として設計されながら、当時の輸送の主流でもある横2列でのコンテナ積載を可能とした胴体直径を持ち、機首部分は前方からの積み下ろしも考慮されたことであえて2層構造を採用。操縦席および乗員収用部はアッパーデッキに置かれる特異な形状の機体となった。これは超音速旅客機の就役後に貨物機へ改修されることを見越し、前述の戦略輸送機計画の原設計をそのまま残したものである。この形状から、民間航空会社からは旅客機以外にも貨物機（主に貨物専門航空会社から）としての受注も得られることとなり、超大型機かつ旅客機・貨物機（ノーズカーゴドアを有する純貨物型のみ。旅客型からの改修を除く）の双方が100機以上受注されたのは当系列のみである。この他にも、計画当初はエアバスA380のような総2階建て旅客機というコンセプトが挙がっていたが、連邦航空局 (FAA) の定める「事故の際90秒以内に乗客全員が緊急脱出できること」という条件に合致しないことからこれは断念された。
ただ、当時の航空需要から考えると707の2倍以上となる大きさはあまりにも巨大であったことから、ボーイングの社内にも747に対して懐疑的な雰囲気があった。しかし、トリップの強い意志と、上述の通り将来的に需要が増えると予想される貨物機に転用する見込みにより計画が進められることとなった。
パンアメリカン航空が25機（旅客型23機・貨物型2機）を発注したことが発表されると、同社と競争上の脅威に晒されることになる同国のノースウエスト航空やトランス・ワールド航空に加え、日本航空、英国海外航空など各国の航空会社からの発注が相次いだ。しかし、当初はエンジンの実スペックがカタログ上のデータに到達せず、最高速度や航続距離に不足が生じた。このため、機体の重量を軽減してエンジン出力の不足をカバーする措置がとられ、設計の再検討を余儀なくされた。その後は吸気温度を下げる水噴射装置を追加装備するなど、燃焼効率を向上させてエンジンを強化し、離陸重量の引き上げが行われたものの、軽量化で生じた脆弱性はノーズギア付近の補強をはじめ、様々な改修という形で影響しつづけた。
なお、747の開発当時においては今後の旅客機の主力は超音速旅客機が期待されており、航空ショーでコンコルドと747が並ぶと、人だかりが出来るコンコルドに比べ747の周りには人がまばらという光景も見られた。

### 活躍

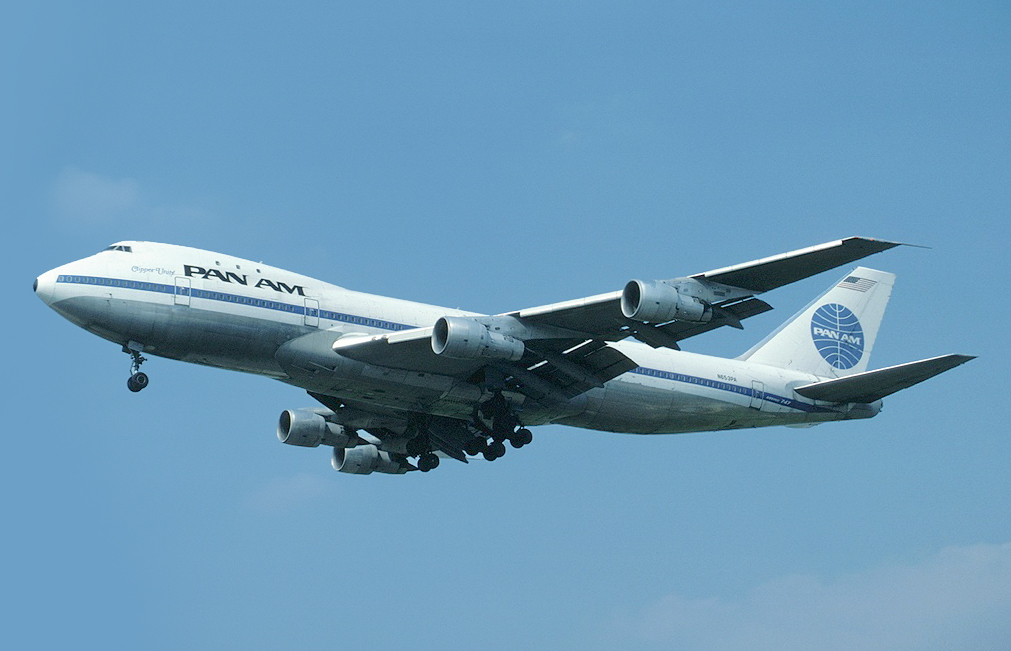
パンアメリカン航空の747-100

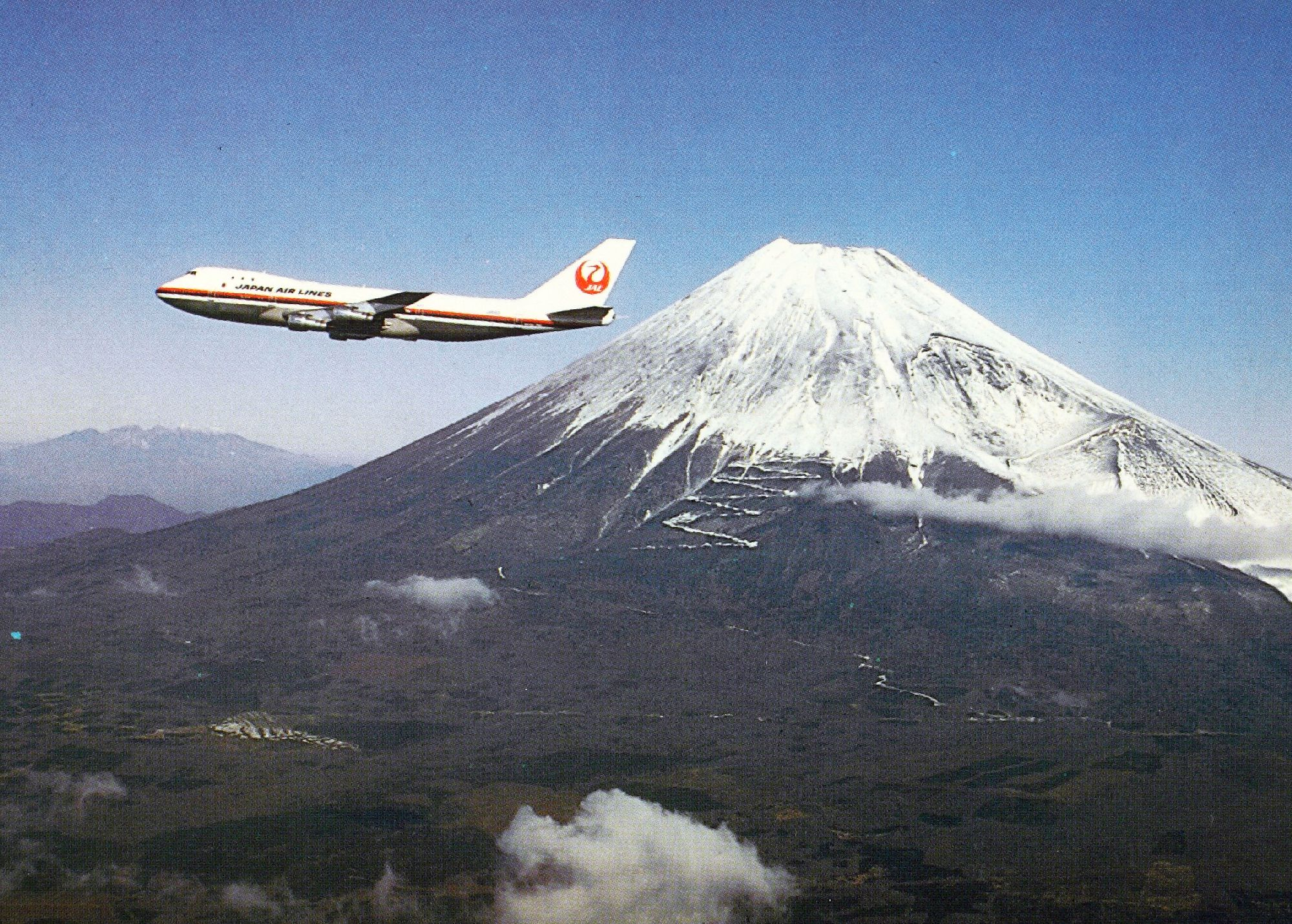
日本航空の747-100と富士山

1970年1月、パンアメリカン航空のニューヨーク-ロンドン線に747が就航し、日本航空やルフトハンザ航空、エールフランスなど、初期に注文を行っていた主要航空会社にも次々に納入された。しかし当時多くの航空会社にとって747は市場規模に対して大きすぎて、座席全てを埋めるほどの乗客は無かった。
そこで各航空会社は「空席多数で飛ばすぐらいなら、少しぐらい運賃を下げても席を埋めたほうが良い」と考え、各種の割引制度を設け集客に励んだ。その結果エコノミークラスの運賃が団体割引により大きく低下し、一般庶民が気軽に国外旅行に行けるようになった。各国の貨幣価値や各航空事業者における経営状態にもよるが、導入当時は4分の1以上のシートが埋まれば、航空事業者では採算が取れるといわれていた。
747は上述の通り超音速旅客機が就航した暁には旅客輸送から退くことが想定されていたものであるが、開発されたコンコルドやTu-144は商業飛行の実情にそぐわない面が露呈するようになり、各航空会社は発注を相次いで取り消し、2707も開発が中止された。こうして本格的な超音速機の時代は遂に訪れることはなく、また長い間747に匹敵するキャパシティや航続距離を持つ旅客機も他に無いため、21世紀初頭に至るまで747は国際路線の花形、航空会社の顔（フラグシップ）として世界の空に君臨してきた。
なお、生産機種は1991年以後は改良型の747-400に統合され、それ以前のタイプは、全タイプ合わせて724機で生産終了となった。

### 競合機の登場

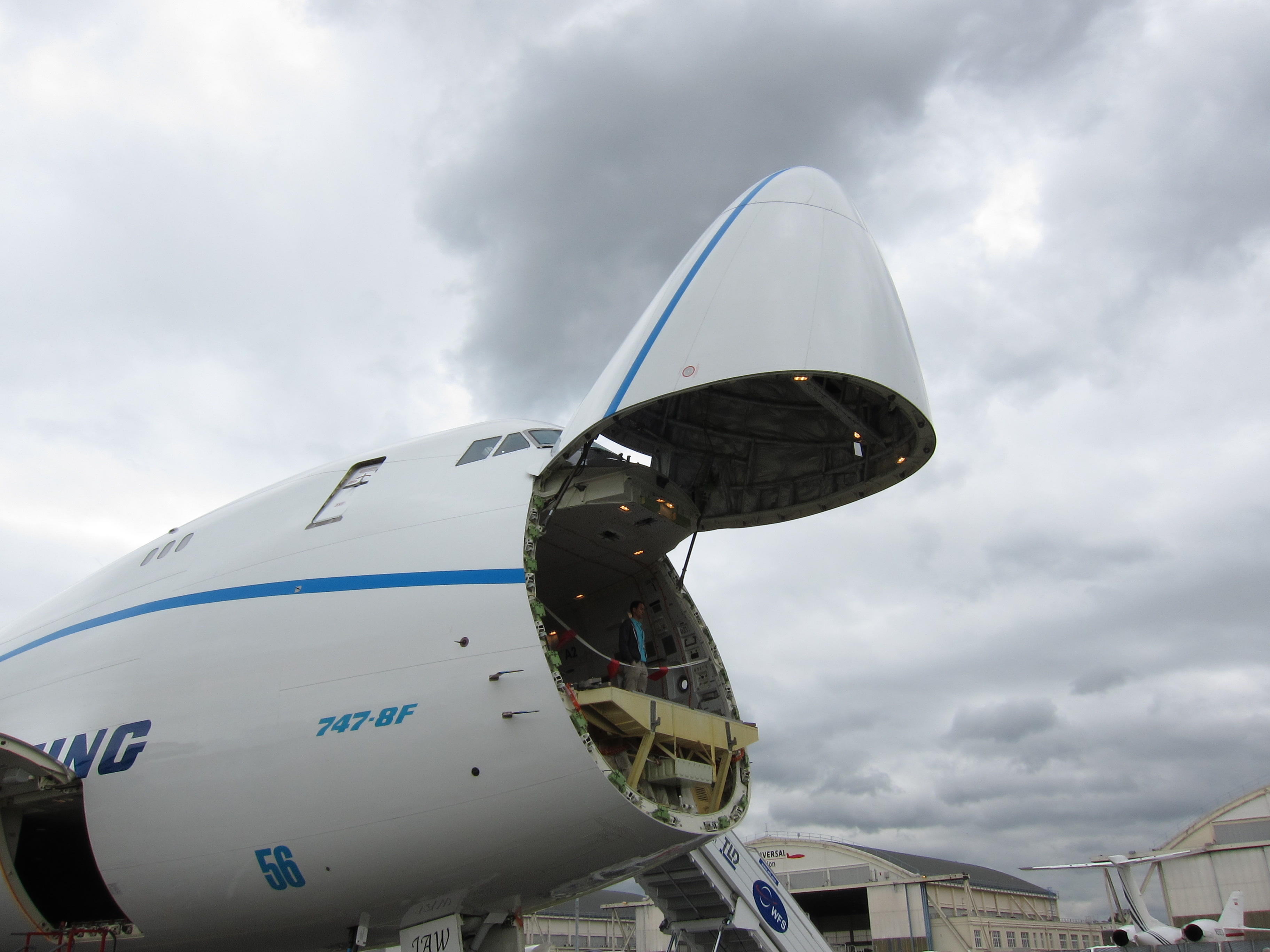
747-8Fのノーズドア

1990年代後半に入ってからは、技術革新による高性能な新型機体が登場したことにより、キャパシティの面ではボーイング777-300やエアバスA340-600にほぼ並ばれて、航続距離ではボーイング777-200LRやエアバスA340-500などに抜かれている。さらに、2005年1月、エアバスA380がロールアウトしたことにより、開発以来世界一を保ってきていたキャパシティでも追い抜かれた。また、形状やエンジンの問題により、747-100/200/300、そして-400も、エアバスA330やA380、そして自社のボーイング777、787と比べると燃費の面ではかなり劣る。
航空会社では機体の更新時期が迫っているのに加え、原油価格の高騰で燃費の良い双発機に切り替えたり、さらにボーイング777や767、エアバスA330などの双発機でもETOPSを取得することで長距離洋上飛行が可能になったことや、各国で空港設備が充実したことなどにより、大型機のフライト数を減らして中小型機で多頻度運航する動きが広がっている。

### 747-8の開発と生産終了
2000年代には、ボーイング747-400を超える大型機としてエアバスA380が開発されることが発表されたが、ボーイング社は747-400の航続距離を延長した747-400ERの製造を開始し、さらに機体を延長してキャパシティを増大させ、新型の低燃費エンジンなどの最新テクノロジーを利用し経済性をさらに高めた新機種ボーイング747-8の製造を正式に決定した。これにより、収益率の高い大型機市場をみすみす他社に譲り続けることはないと考えられていた。
2010年代に入るとボーイング747シリーズの旅客型の受注はかつてに比べて少なくなっており、エアバスA380に押され気味であったが、貨物型の受注はA380が受注を全て失ったのに対しボーイング747-8は好調であった。経済性はA380と同等である上に、もともと貨物機構想から生まれたこともあり、民間旅客機ベースの貨物機でノーズカーゴドアが設置可能なのは747型機のみという利点もある。
しかし貨物型も自社のボーイング777Fに押される形で受注に陰りが見え始めた上、2019年12月からの新型コロナウイルス感染症（COVID-19）の世界的流行の影響で航空需要が一気に低迷したことも相まって、2020年7月にボーイング社は2022年を以て747-8の生産を終了することを表明した。ボーイング747シリーズはこの型式を以て生産終了となり、約半世紀の生産に終止符が打たれることとなった
。また競合機であるA380も受注減により生産終了が決定、また早くも引退する航空会社が出ており、新規開発が無ければ将来的に民間路線から四発機が姿を消すこととなる。
最終製造となる747(-8F型・登録番号: N863GT)は2022年12月6日にボーイング・エバレット工場にて公開され、2023年1月31日にアトラス航空に納入された。全タイプ通算して1574機製造され、半世紀の歴史に幕を閉じた。

## 技術的特徴
ボーイング747は一度に多くの旅客を運ぶ超大型機であるため、安全確保のために当時の最新鋭の技術や新機軸が投入された。また超大型機にもかかわらず従来と同じ飛行場で運用できるように設計された。

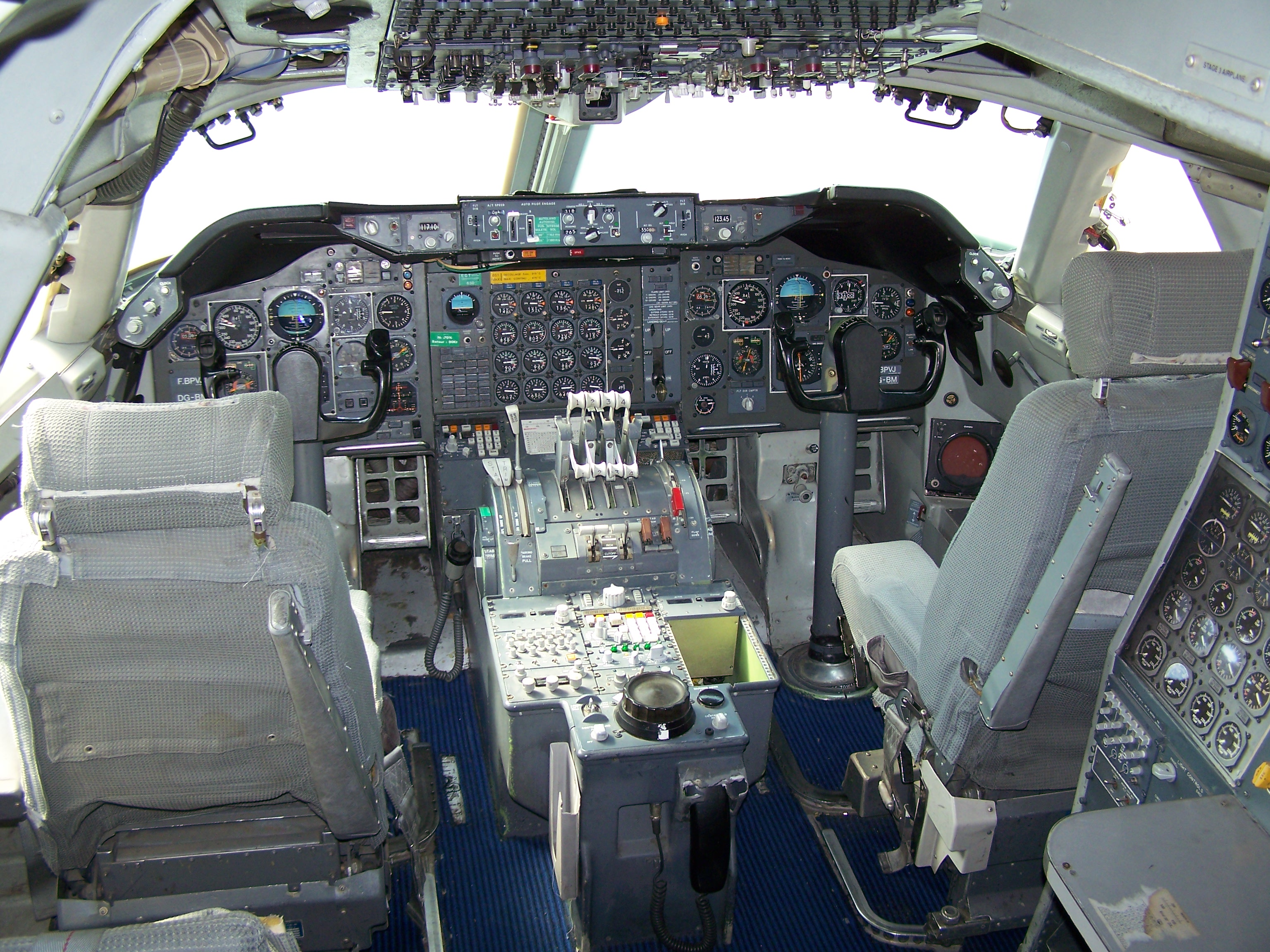
747-100〜300のコクピット

### 安全性
経済性を考慮して、フェイルセーフ（fail safe）を全面的に採用している。これは少々の故障では墜落せず、最寄の飛行場まで安全に飛行を維持できるように配慮した設計を施し、一方で完全な飛行機（セーフライフ）を維持整備するための過大な点検と交換のコストを抑えるための方針であり、747の「信頼性整備方式」による経済性を支えた大きな力である。
4基エンジン
多くの旅客機が双発（2基）エンジンを備えるのに対し、4基エンジンを備えることはエンジン故障による飛行不能の可能性が極めて低いと言える。3基のエンジンが停止しても1基のエンジンだけで飛行を続けることが可能であり、各エンジンより油圧を取り出すことにより4系統の独立した油圧システムを実現している。
エンジンはボーイング777などと比べ、直径は小さくなっている。
慣性航法装置（INS）
ジャイロスコープにより空間に対する移動方向を求め、加速度を検出し積分することで自機の位置を算出することにより、自機の位置と速度を測定する慣性航法装置が採用された。当時、すでに戦略（巡航）ミサイルの誘導に使われていた技術であったが、民間での使用は初めてだった。747は高価な機体だったため、航法装置にコストをかけても全体のコストへの影響は少ないとして搭載された。万が一の故障に備え、同時に3基のコンピュータに同じ航法計算をさせそれぞれの算出結果を比較し、多数決によって判定するシステムを採用した。ある1基が他と異なる結果を出しつづけた場合は、故障とみなされ多数決から除外される。
油圧・電気系統
油圧や電気の系統は2重から4重の冗長性を持たせた。しかし、日本航空123便墜落事故では油圧配管が上部に集中している機体尾部が破壊されたため、全ての油圧が失われ操縦不能になった。この点は設計ミスとして改修を余儀無くされている。

### 離着陸
それまでの旅客機は、機体が大型化するたびに離着陸に要する滑走距離が伸び、滑走路の延長が必要であった。747は当時のボーイング707やダグラス DC-8、コンベア880と同じ距離の滑走路で離着陸できるよう設計された。それでも747が離着陸するには最低でも2500m必要で、安全に余裕を持たせるためには3000m以上あるのが望ましい。また現在では地方空港でも離着陸することができる。しかしながら騒音などの面で問題もある。

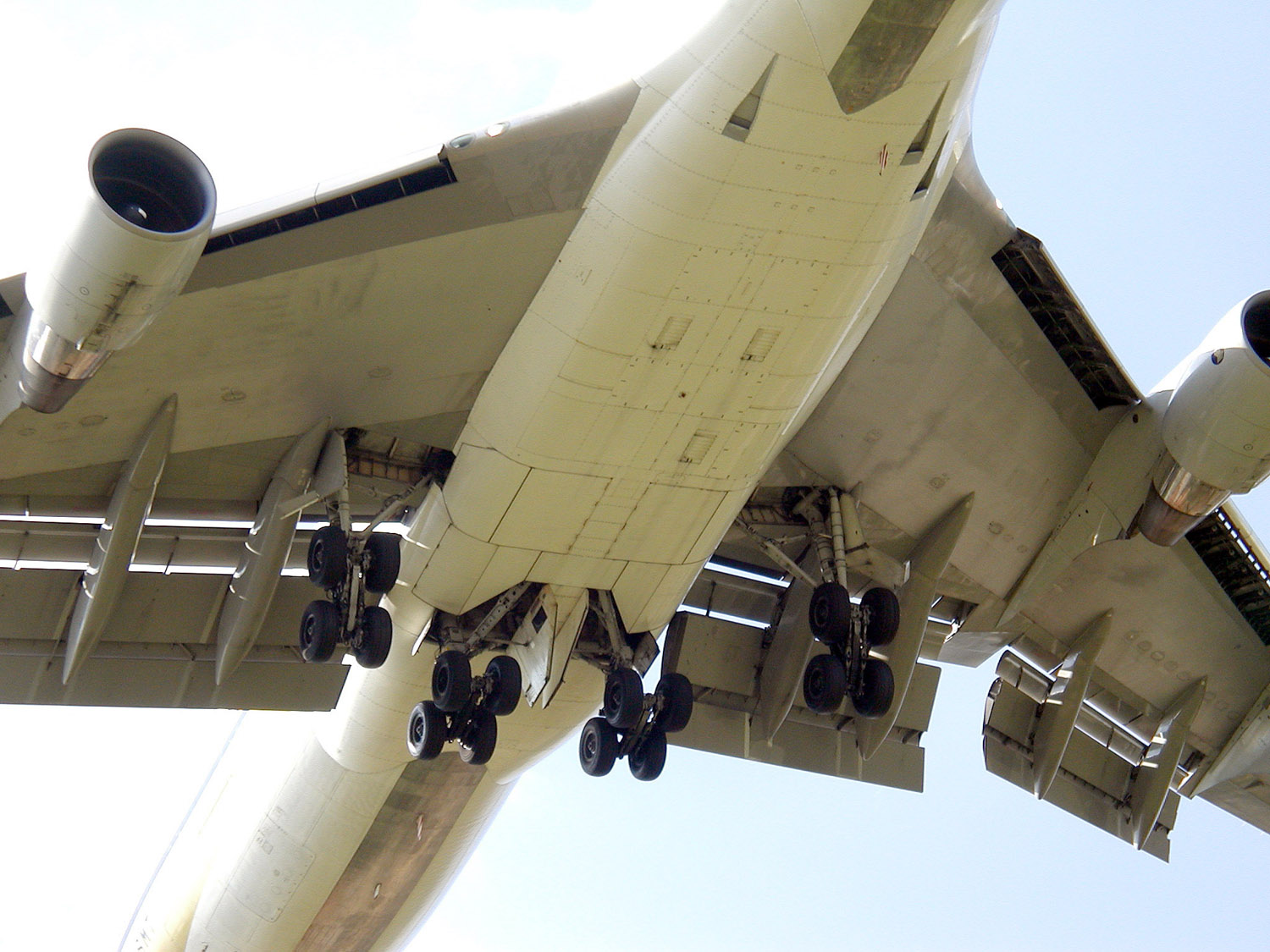
強力な高揚力装置

強力な高揚力装置(フラップ)
主翼後縁の3重隙間フラップ（トリプル・スロッテッド・フラップ）をボーイング727に引き続き採用。主翼前縁は内側がクルーガーフラップで、外側が可変キャンバーフラップ。これらの高揚力装置によって離着陸時の速度を下げることができ、巨大な機体の割に従来機と同等の離着陸速度と滑走距離に留めている。
主翼上面スポイラー
着陸直後に主翼上面に大きな板が6枚立つ。これがスポイラーと呼ばれる装置で、主翼が発生する揚力を低下させることで車輪ブレーキの効果を高め、加えて空気抵抗によるブレーキ効果を生み、着陸後の滑走距離を短縮する。

### 客室

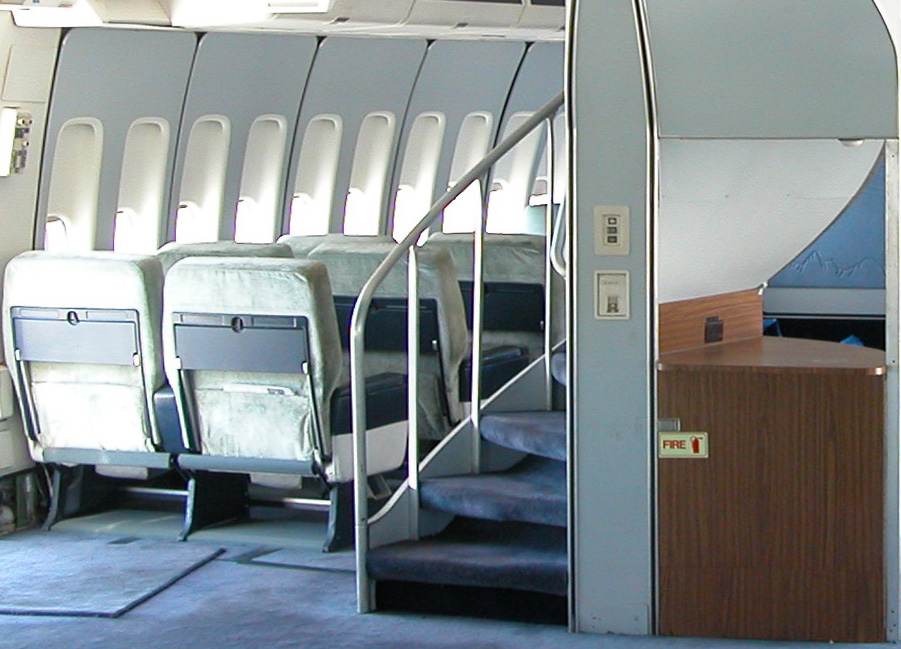
-100/-200型の螺旋式階段

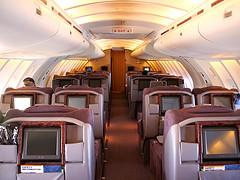
-400型の2階客室

2階建て
元来貨物機を念頭に、操縦席を上部デッキに配置する形で設計されたこともあり、ジェット旅客機としては初の2階建て客室を持つ機体となった。当初2階はファーストクラス乗客用のラウンジとして設定する航空会社が多かった。例えば日本航空は1978年に、ラウンジを改装して「スカイスリーパー」と銘打った完全なベッドになる席を長距離国際線で提供開始した。ただしファーストクラス運賃に加え追加料金が必要だったため利用が低迷し数年後に廃止された。その後ほとんどの航空会社が客席とギャレーとして使用することとなった。現在は、エコノミークラスでは横6席、ビジネスクラスでは横4席で使用されることが多い。階段は初期の機体は螺旋式階段であったが、後に下部が曲がっているものの概ね直線状階段に改められている。-300/-400型では2階客室部分が延長されたことから、位置を少し後ろに移動させたうえで完全な直線階段となっている。また、階段上部に可動式のパーティションが設けられている。メインデッキと比べて天井が低くなるため、2階客席の収納は、初期型の機体は窓側座席横にのみ確保されていた。その後-300/-400型では初期の機体と比べて天井に余裕が出来たため、窓側座席横とオーバーストウェッジの2箇所に収納が確保されている。また、一部の航空会社では地下の貨物室部分に調理場を設けて3階建てとしているほか、多くの政府専用機が機体前部の貨物室部分から機体へ乗り降りが出来るように機体収納式のタラップ（エアステア）を付けるなどの改造をしている。
2本通路（ワイドボディ）
機体および客室の幅が最大部で6.1メートルと、従来のボーイング707型機（最大部で3.54メートル）やボーイング727型機などのいわゆる「ナローボディ」機に比べ飛躍的に広がった。ボーイング707型機がエコノミークラスで横6席であったのに対し、747では横9席となり、後には短距離路線専用のSRが横10席を採用したことを機に、中長距離路線においても横10席が標準となった。また、客室の幅が広がったために旅客機として世界で初めて通路が1本から2本となっている。ただし、通路が2本となっているのはメインデッキの部分であり、2階席部分となるアッパーデッキは通路が1本となっている。
500席超
客室の幅や全長が飛躍的に広がったことを受け、日本国内線専用に開発され、日本航空がローンチカスタマーとなったSR-100型では、最大500席を超える座席数を設けることが可能となり、実際に全日空が500席以上を設定した。後に日本航空のみが導入した-300SR型や-100B/SUD型、日本航空と全日空のみが導入した-400D型では2階客室部分が延長され、約550席程度とさらに多くの客席を設けることが可能となった。

## 派生型

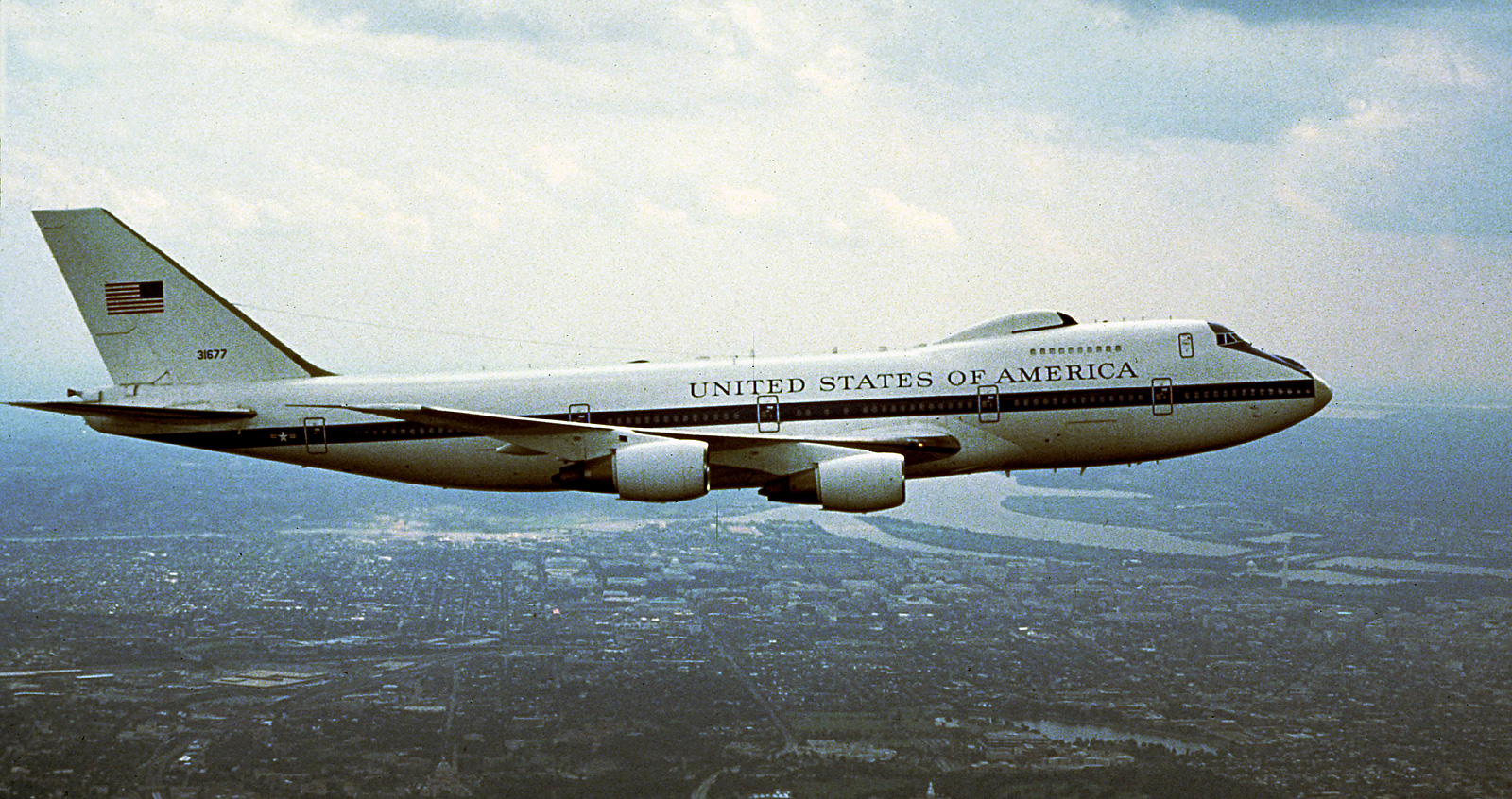
アメリカ空軍のE-4B

B747には -100型、SR型、SP型、-200B型、-300型、-400型、-400D、-400ER、-8型など、多数の派生型が存在する。また、軍用機としてアメリカ軍用のE-4やVC-25などが存在する。空中給油機型もあり、アメリカ軍での採用は得られなかったがイラン空軍で使用された。
乗組員は-300以前の型では機長、副操縦士、航空機関士の3名だが、747-400型、-400D型、-400ER型、-8旅客型は機長、副操縦士の2名である。
また貨物機として-200F型、-400F型、-400ERF型、-400LCF型、-8F型があり、これらの他に旅客型から貨物型に改造された型も存在する。さらに、貨客混合型として-200C型、-200M型、-300M型、-400M型も存在する。
-300以前までの機体は、「747クラシック」と呼ばれ、-400シリーズは「ハイテクジャンボ」や「テクノジャンボ」と大別される。システムが異なるため、乗組員の操縦免許も別扱いとなる。主に全日空の-200BにおいてLR（Long Range）型という表現も使用されていたが、SR（Short Range）型に対比するうえでの表現であり、特にLR型という派生型があるわけではない。

### B747-100

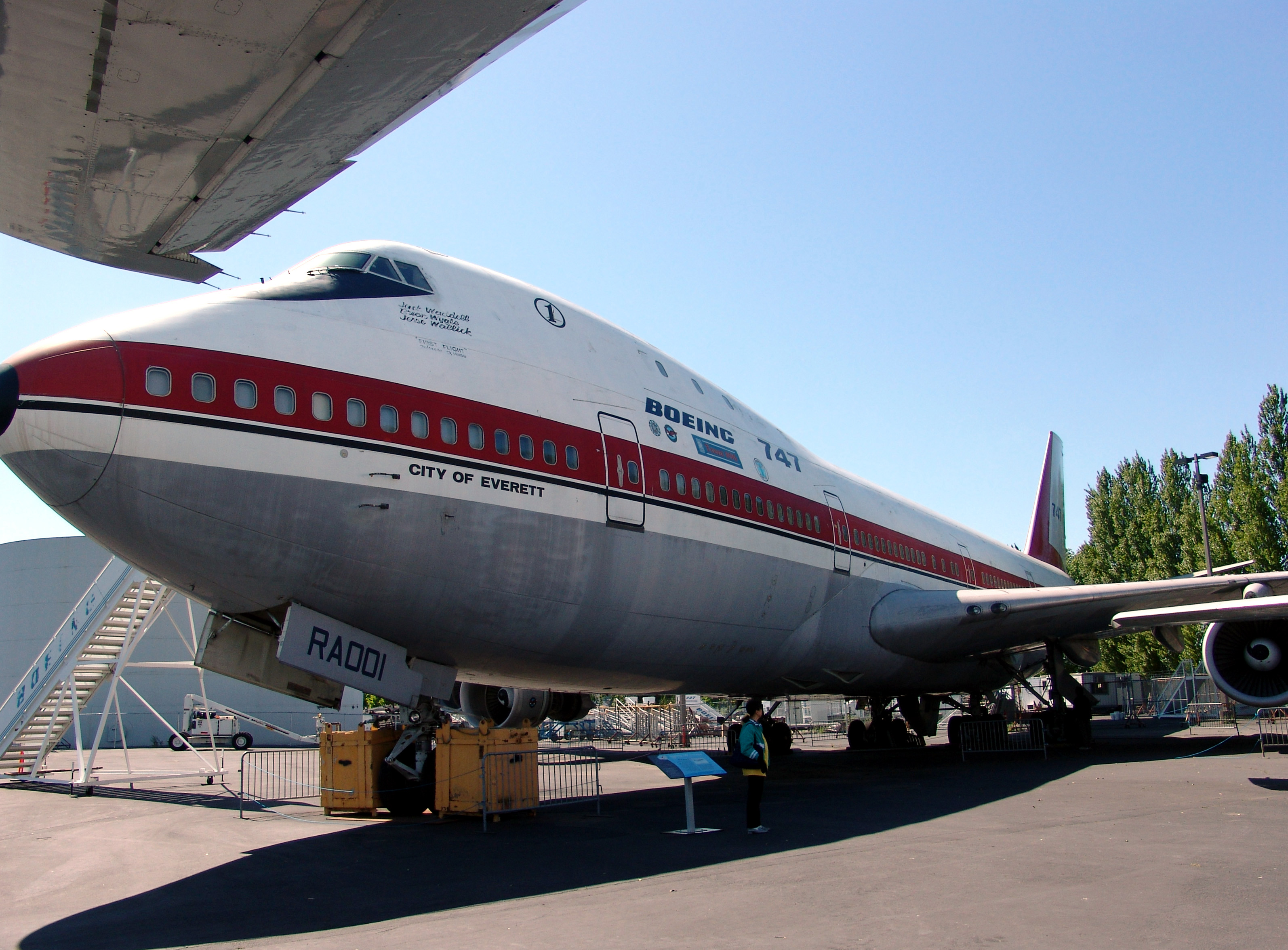
747-100初号機「シティ・オブ・エバレット」

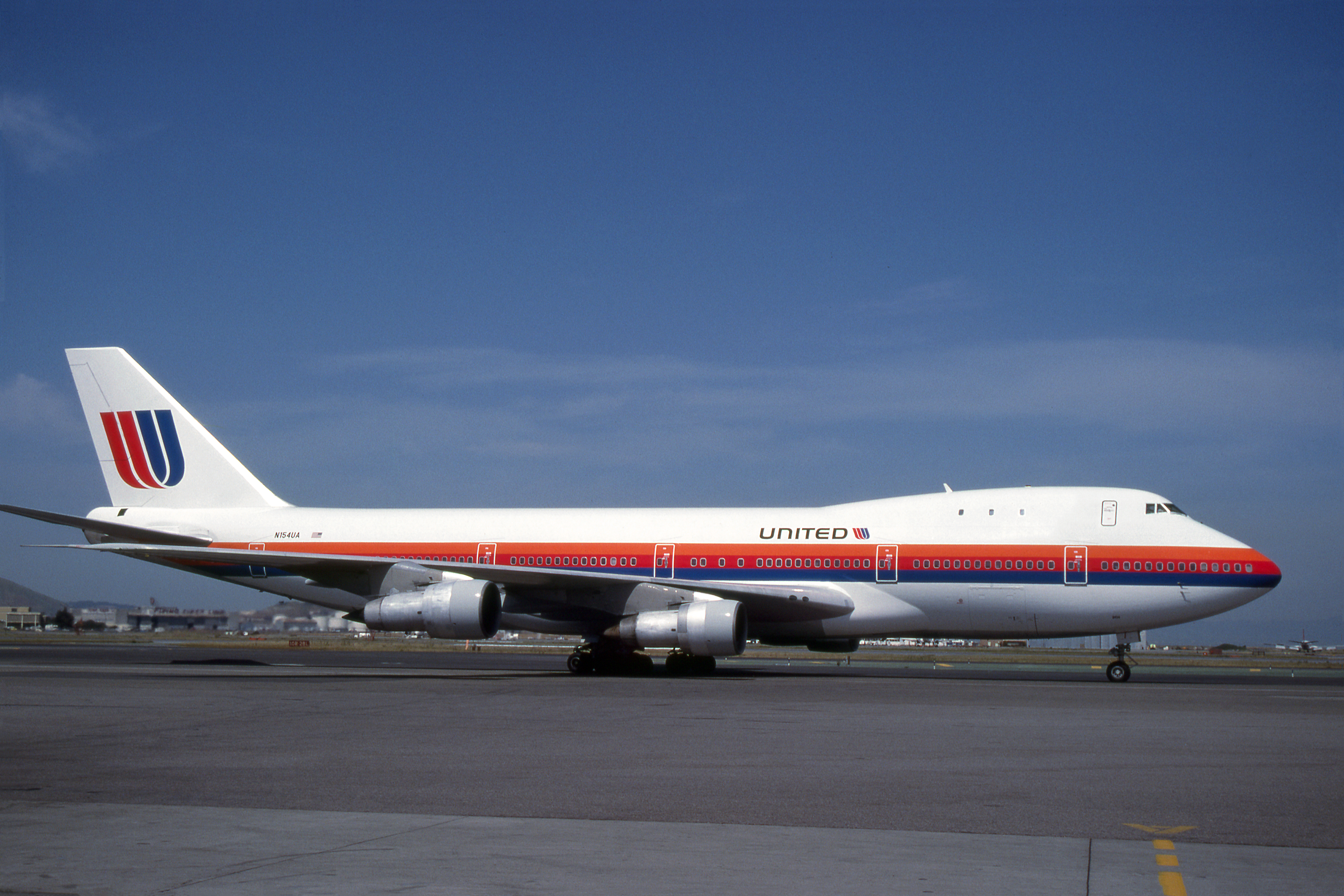
ユナイテッド航空の747-100

1970年に就航した747の初期モデル。パンアメリカン航空によって同年1月にニューヨーク―ロンドン線に路線就航し、その後同年中にトランス・ワールド航空やノースウエスト航空、日本航空や英国海外航空、ルフトハンザ航空やエールフランスなどの各国で路線就航した。
登場時には主にエンジンの出力不足の問題から航続距離等が予定性能に達せず、水噴射システムを装備することにより離陸重量の引き上げを行うなど苦労したが、1970年に入りエンジンを順次パワーアップして充分な航続性能を持つようになった。当時-100A型と区別していたが、当初水噴射システムエンジンを装備していた機材の大半はパワーアップしたエンジンに改修されたため、-100A型も-100型と呼ぶようになり型番が統合された。
日本航空は1970年4月に同型機を就航させ、2006年10月までは-100の発展型747-100B/SUD（アッパーデッキ延長型、機体記号JA8170とJA8176）を運用していた。また、原型ともいえる747-100B（JA8164ほか全3機）も運航していたが、これは2006年初頭までに退役した。-100Bは短距離機として-200Bと並行生産されたもので、世界でも日本航空以外はイラン航空(初号機のみ)およびサウジアラビア航空の2社しか発注していない。日本航空の-100Bは後述のSRの増備機であった。またこのうちの数機が貨物型に改修された。
アメリカでは、パンアメリカン航空、ノースウエスト航空、トランス・ワールド航空が国際線で、アメリカン航空、コンチネンタル航空、デルタ航空、ユナイテッド航空は当初はアメリカ国内路線での活躍にとどまった。
ユナイテッド航空においては-100は当初同社が国内路線のみを主に就航していたものの、その後は自社購入機材と併せて、1985年にパンアメリカン航空の太平洋アジア路線を購入した際に譲り受けた機材を、成田経由の太平洋線やアジア路線で飛ばしていた。しかし、1970年代初頭にボーイング747を購入したアメリカン航空やウエスタン航空、イースタン航空、デルタ航空などの航空会社は、輸送力過剰であることや使い勝手の悪さなどの理由から3年から10年以内に3発機へ置き換えた。
デルタ航空の場合は当初-100を短中距離国内線のアトランタ-ダラス-ロサンゼルス線に運用を限定していたため本領発揮にはほど遠く、そのため、新機材の選択をより慎重を要してロッキード L-1011 トライスターが選ばれた。またイースタン航空は、-100を一時パンアメリカン航空からリースして国内線に使用していたものの、輸送力過剰だったため自社がローンチカスタマーとなったロッキード L-1011 トライスターを受領すると返却している。アメリカン航空の場合は、大西洋路線へ進出を図り-100をマクドネル・ダグラスDC-10-30とともに活躍をしたものの、結局は輸送力過剰であった事から1980年代初頭には全機が売却された。
2018年にゼネラル・エレクトリック社のエンジン試験用に使用されていた元パンアメリカン航空の機体（N747GE）が退役しアリゾナ州のピマ航空博物館で静態保存されることになったので、飛行可能な747-100はイラン空軍所属の数機のみとなった。(イランでは経済制裁のためボーイング社製の新しい機体を購入することが難しく、パフラヴィー朝時代の1970年代に購入した機体を2020年現在でも多く使用している。）

### B747-SP

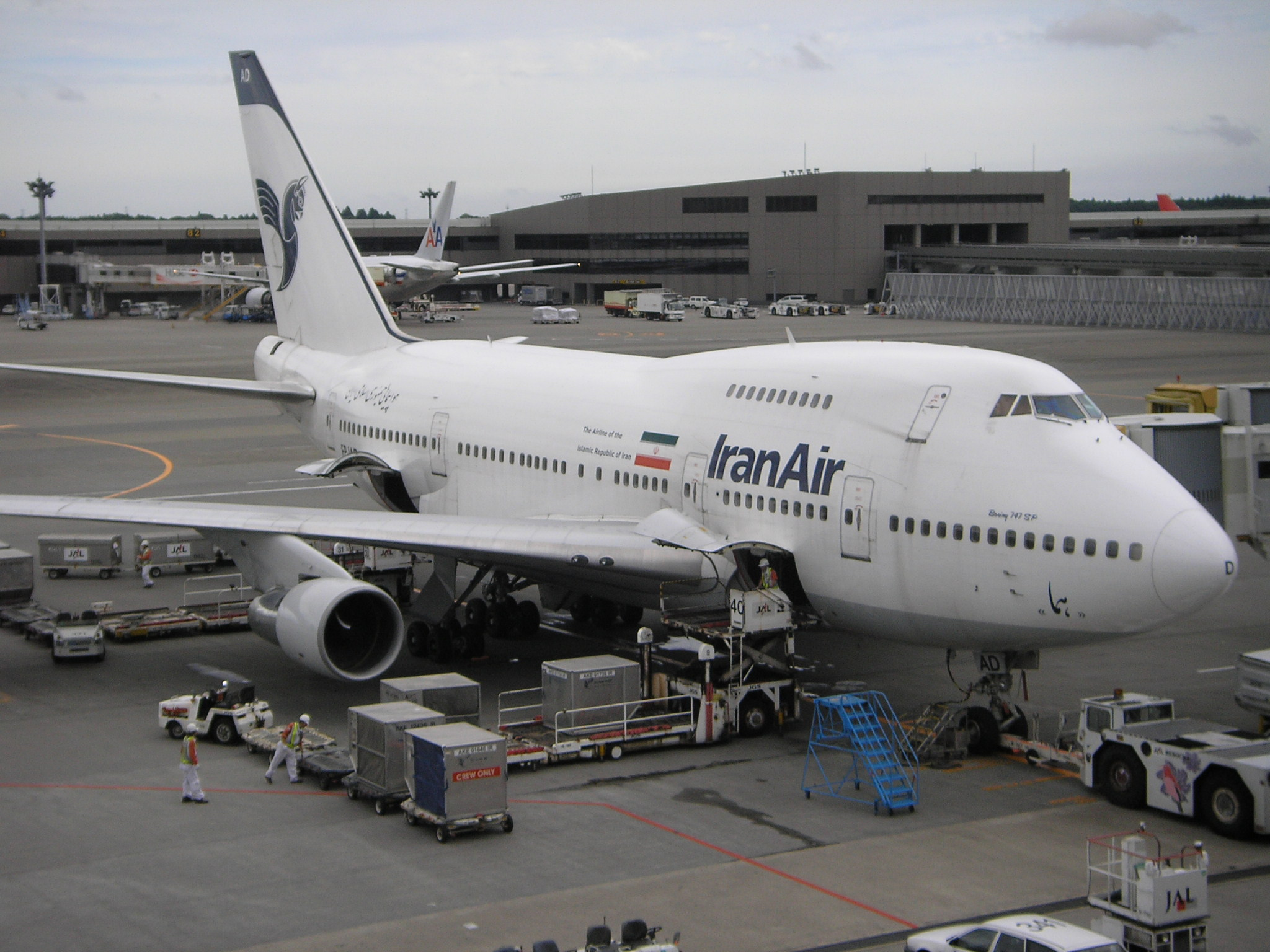
イラン航空の747SP

パンアメリカン航空のファン・トリップ元会長らによる、東京-ニューヨーク無着陸直行便の就航を目的とした機材の開発依頼に応えて、-100型を大幅に短胴化（約70メートル（230フィート以上）の全長を誇る普通の747シリーズに比べ、本型式では56メートル（185フィート）程度と、およそ20%もカット）して重量を低減することにより、航続距離の増大をはかったモデル。
"SP"とは"Special Performance"の略。先述した通り胴体を通常の747と比べて大幅に短縮したため、他のモデルとシルエットが大きく異なる。短胴化によるモーメントアーム減少への対策から、垂直・水平尾翼とも翼端を各1.5メートルずつ延長している。また他の747と違いフラップはシングルスロッテッドで下翼面のフラップトラックが無い。747-SP 型は重量軽減のために胴体を短縮したが、アッパーデッキを短縮しなかったために副次的効果として機体がエリアルールに則した形状となり、巡航速度が向上した。ボーイング社自身もこの予想外の効果に驚き、747のSUD（Stretched Upper Deck : 2階部分延長型）開発へとつながっていった。
1976年にパンアメリカン航空の東京-ニューヨーク無着陸直行便に初就航した。パンアメリカン航空の他にトランス・ワールド航空やブラニフ航空、大韓航空や中華航空、アルゼンチン航空や南アフリカ航空など、超長距離便が多い、または周辺国との関係から周辺国を迂回せざるを得ない航空会社が購入したが、羽田空港にデモフライトとして飛来実績があり、日本国政府専用機の候補としてあがったが、東京-ニューヨーク無着陸直行便を飛ばしたいはずの日本航空からの発注は無かった。生産機数では747シリーズでもっとも少ない45機。1989年まで生産した。
また、機体の小型化のために航続距離が長くなったことを生かし、アラブ首長国連邦やバーレーンなどの政府専用機として使われていた。アメリカン航空は-100を早期に退役させていたものの、1987年にダラス-東京直行便を開設する際にパンアメリカン航空の中古機を購入し、1990年代にマクドネル・ダグラスMD-11と交代するまでの短期間運行した。イラン航空は2011年まで747-SP型を日本への定期便で運航していた。しかし、そのイラン航空も2018年5月22日のフェリーフライトをもって747-SP型を退役させた。
2023年現在、ラスベガス・サンズやオマーン政府などがVIP仕様に改装された機体を、プラット＆ホイットニーがエンジン飛行テスト用の機体を、NASAが成層圏赤外線天文台(SOFIA)を所有するなど6～7機程度が稼働状態にあると考えられる。

### B747SR-100

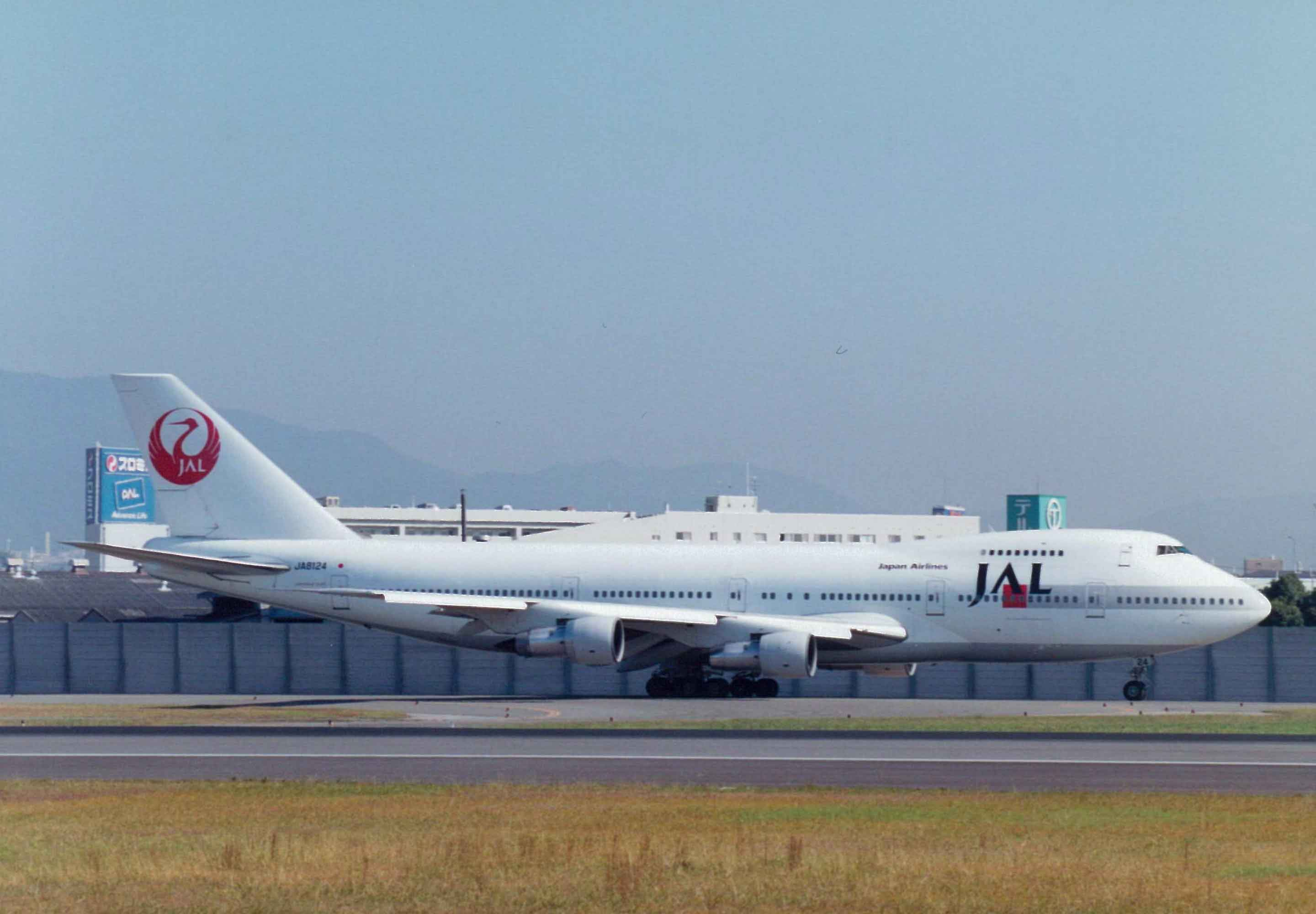
日本航空 747SR-100 JA8124

70年代の日本の航空事情は、人口が多く、さらに利用者が増加したにもかかわらず空港インフラストラクチャーが貧弱なために、主要空港の発着数を増やせないことから、1便当たりの乗客数が多いという特徴があった。しかも短距離で離着陸回数が多い日本市場専用に、-100型をベースとして開発された短距離路線専用モデルがSR-100である。

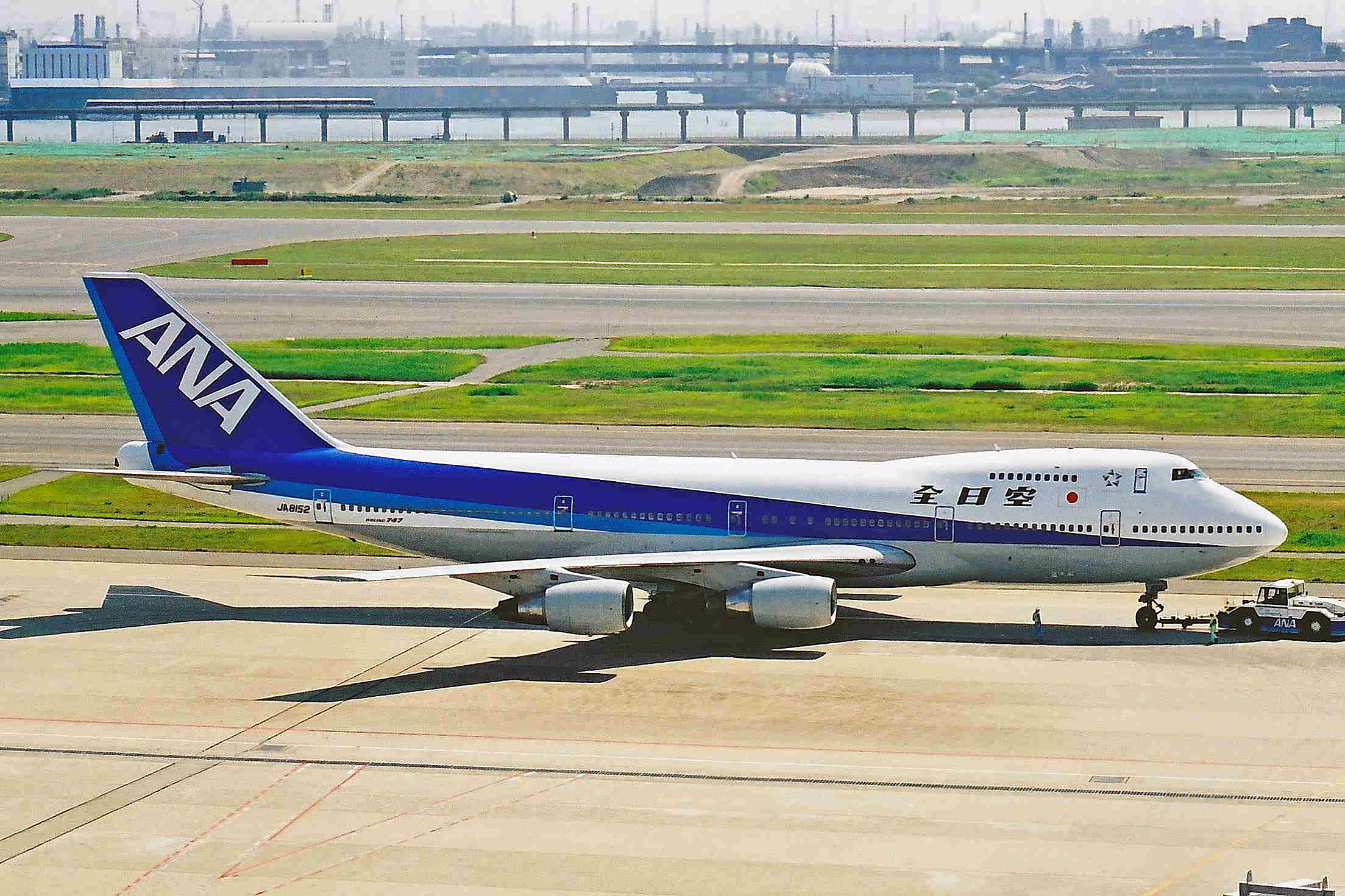
全日空の747SR-100 JA8152

ボーイング747型機の最大のカスタマーとなりつつあった日本航空がローンチカスタマーとなり導入された。SRとは「Short Range（短距離）」の略であり、当初はボーイング社により「スーパーエアバス」と称されていた。ローンチカスタマーの日本航空（1973年-1975年に7機導入）と全日本空輸（1978年-1983年に17機導入）のみが発注している（全日空では「スーパージャンボ」と呼称された。なお、このシリーズが全日空で初めて導入された747である）。なお、広義のSRには前述の-100Bのうち日本航空が導入した機体を含めることがある。
長くとも3時間程度の日本国内路線専用機材のため、ギャレーやトイレ設備の簡略化と数の削減が行われた上に、座席間隔を詰めて座席をぎりぎりまで詰め込むことにより、国内専門であった全日本空輸によって、導入当時は民間航空史上最多そして世界初の500席仕様が提供された。また、離着陸回数が増大するのに耐えるため機体構造の一部を強化し、疲労破壊に備えて-200型と同様の降着装置への変更や、ブレーキの改良などを行った。最大離陸重量（主に燃料搭載量）を引き下げ、着陸料を低額に抑えている。後に全日本空輸が導入の際、-200B型では搭載エンジンが選択可能となっており、CF6-50の推力を落とした-45を選択している。
SR-100が近距離路線を中心に国際線に投入されたケースもあり、日本航空では大阪国際空港（伊丹空港）と大阪-グアム線に間合い運用として使われていた。本来国内線用の機材のためギャレーが少なく、フライトタイムも2時間半程度と短くしかも深夜帯のためにアルコール類の提供サービスが行われなかった。日本航空所属の機体番号JA8119（1974年製造）は、1978年に発生した日本航空115便しりもち事故の後、ボーイング社により施された後部圧力隔壁の修理ミスが原因で、1985年（昭和60年）8月12日、単独機としては航空機事故で史上最多の死者を出した「日本航空123便墜落事故」を起こしている。この影響から、日本航空はSR-100型の運航を早期に終了することとなった。
また全日本空輸では2000年代まで、飛行時間が6時間を超える中・長距離路線である東京（成田）-ホノルル線や東京（成田）-シドニー線、名古屋（小牧）-ホノルル線でもSR-100型を運航していた。これらの路線へ投入すべく一部の機材（機体番号JA8156とJA8157）を国際線仕様機へ改造している。エンジンを-200B型と同じハイパワー型のCF6-50E2にスワップして最大離陸重量を引き上げ（-100型と同じ340トン前後へ変更することが可能で、航続距離が7000 - 8000km程度まで伸びる）、機内設備も国際線仕様へと変更するなど大掛かりな改造を行っている。またこれらの改修以前にも、香港やパースなどへの国際線チャーター便に使用していた。なお、SR引退と前後して、両社とも元々国際線用だった-200B型や-100B型を国内線に投入している。
日本航空では1988年から引退が始まり、-400D型の受領が8機完了した1994年、残っていたJA8124の売却をもってSR-100全機材の登録が抹消となった。また全日本空輸も2006年3月10日の鹿児島発羽田行NH624便をもって（機体番号JA8157）が引退。日本の定期便からSR-100型は消えた。なお、元日本航空機の1機（機体記号JA8117→N911NA）は、NASAのスペースシャトル輸送機として2012年まで運用されていた。これは、元アメリカン航空の747-100改造機に次ぐNASA2機目の機材であった。
その後、これらの2社で使用されていたSR-100の多くは貨物機へと改造され、エバーグリーン・インターナショナルエアーラインズINCやユナイテッド・パーセル・サービス (UPS) がSR-100貨物機 (SR-100-F) ユーザーとなっている。また、日本貨物航空も全日本空輸から購入したSR-100（機体番号JA8158）をSR-100-Fへ改造し（同時に全日本空輸が機体番号JA8157へ施したのと同じパフォーマンスアップを行っている）、中・短距離路線への投入目的でアジア諸国路線に就航させていたが、2006年1月28日のニューヨーク発アンカレッジ経由成田国際空港行KZ115便をもって退役した。また、UPSについても-400Fの導入により退役した。

### B747-100B/SUD

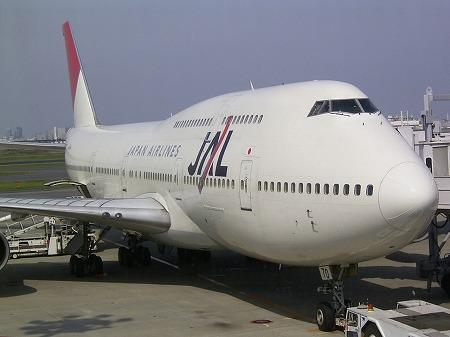
日本航空747-100B/SUD

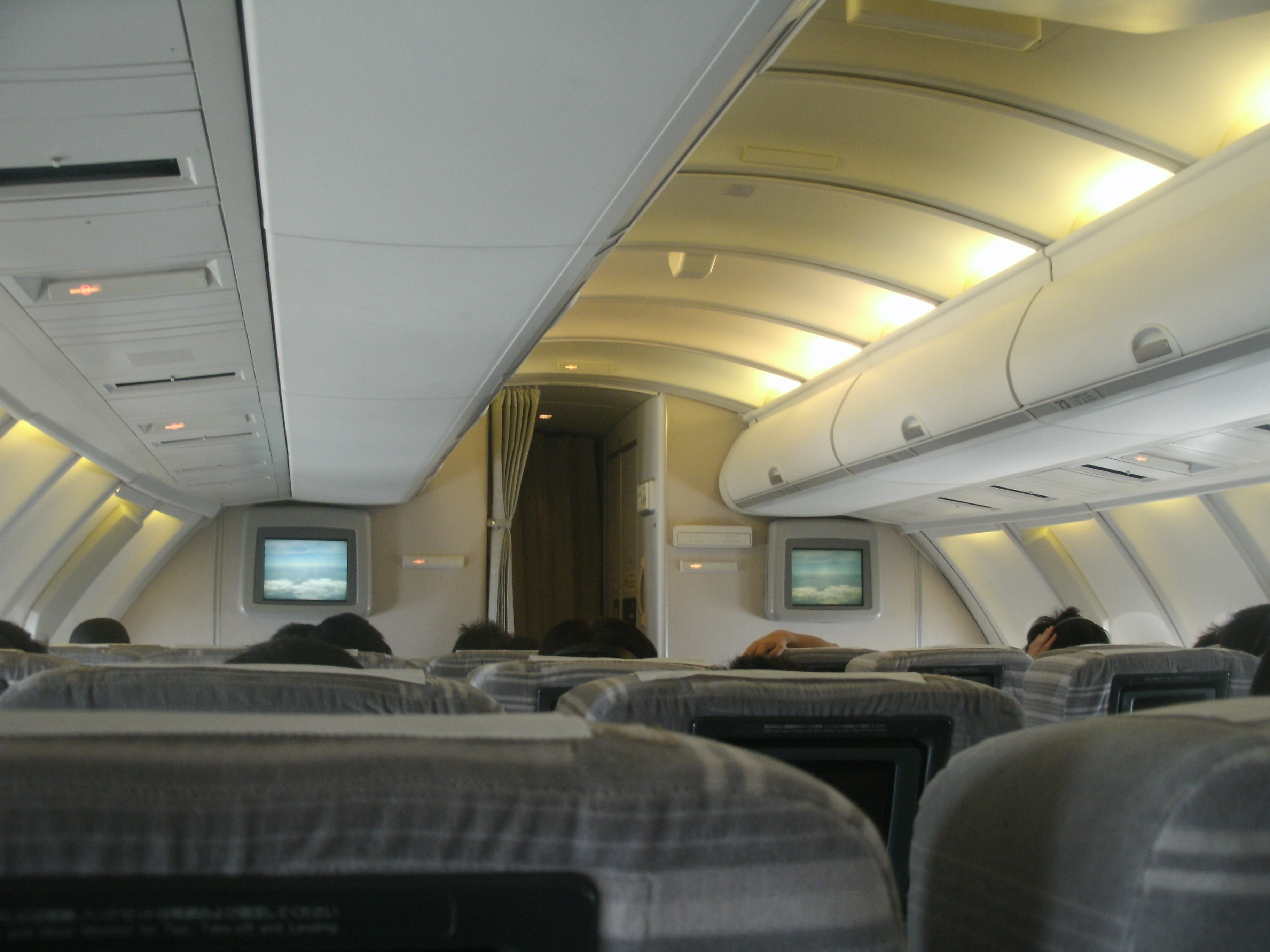
日本航空747-400の2階（飛行中）

-300型のボディに-100B型のエンジンを搭載したモデルで、日本航空が発注したのみでわずか2機しか生産されていない。この稀有な機体は、外見は-300型と同じだが-100型が搭載していたエンジン（JT9D-7A）やその他システムを-300のボディに流用している。そのため、「-100B/SUD」と言う形式が与えられている。
後にJT9D-7Aエンジンが生産終了になると、-300をベースとした日本国内線専用機「-300SR」が増備されることとなった。この機材も日本航空が発注したのみである。
後述の-300SRとあわせて「SR-SUD」と呼ばれることがある。

### B747-200B

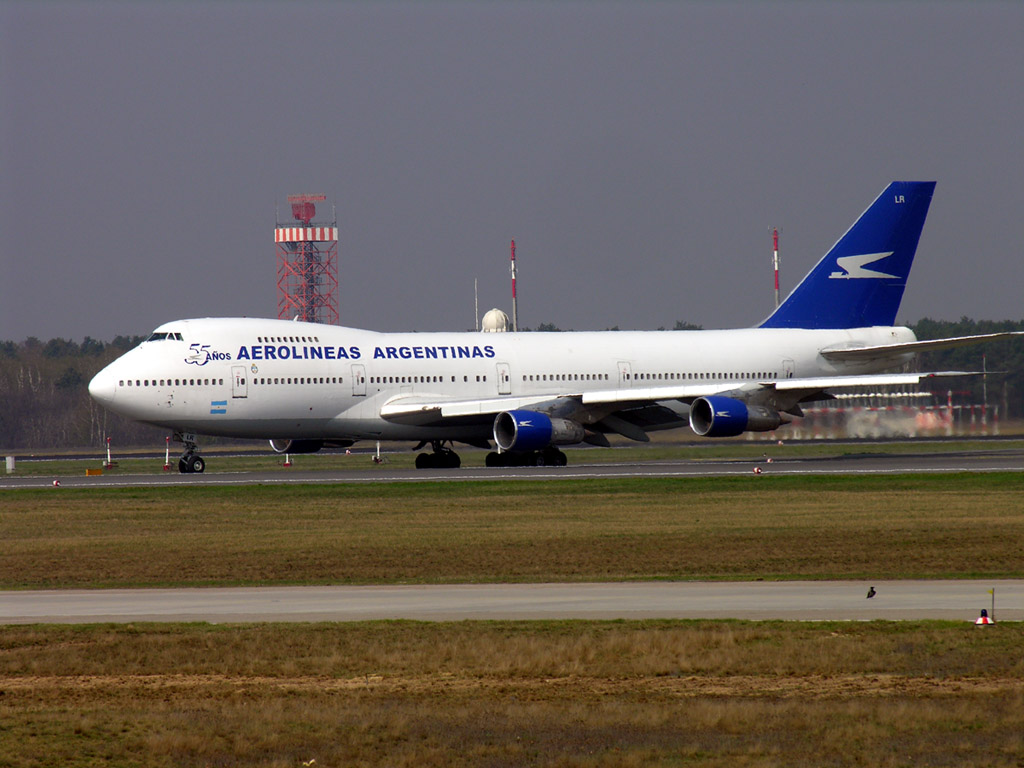
アルゼンチン航空747-200B

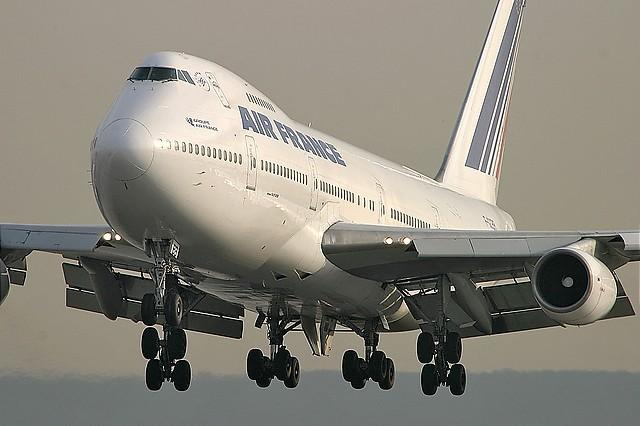
エールフランス747-200B

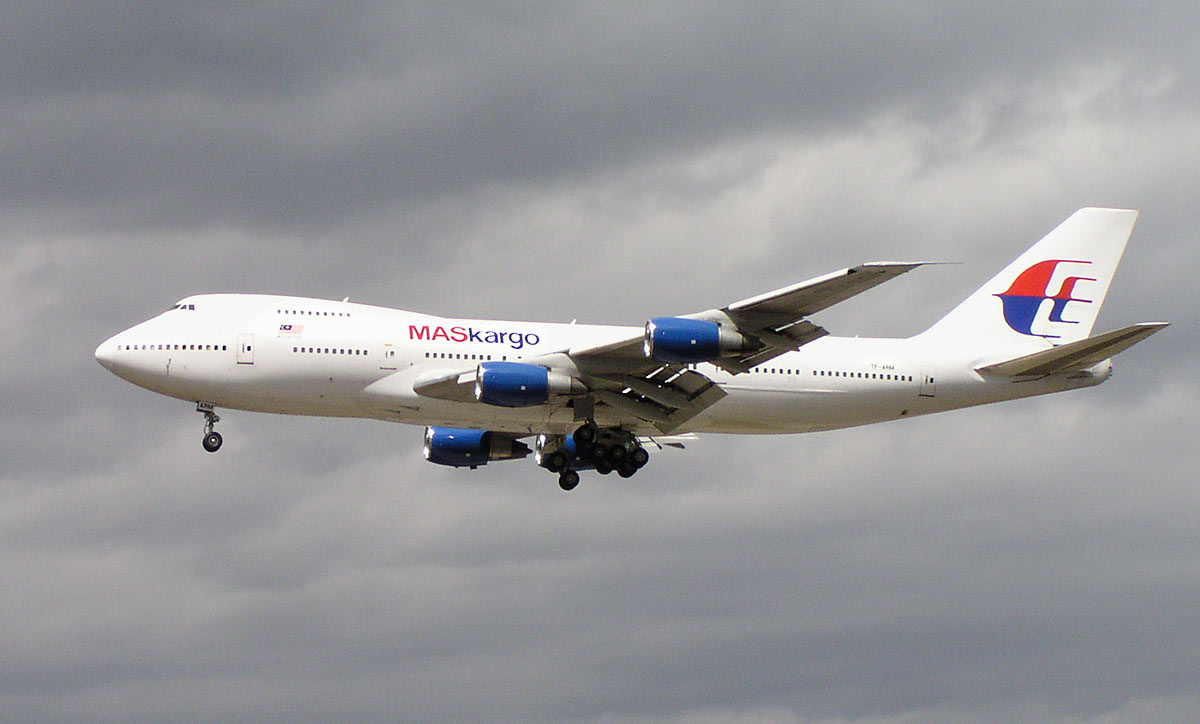
マレーシア航空747-200BF

-100型の機体構造を強化して性能を上げたモデル。747クラシックの標準的な旅客機型の機体である。開発当初は747B型と呼ばれていたが、初期型が-100型に名称が整理された時点で-200B型となった。日本では日本航空と全日空が、アメリカではノースウエスト航空、ユナイテッド航空（ただし自社発注機は2機）、パンアメリカン航空、アメリカウエスト航空が（ともに中古機を）使用した。主に全日空は短距離用のSRに対比してLR（Long Range）の愛称を使用していた。
ヨーロッパなどの-200Bユーザは個性豊かで、航空会社によってエンジンメーカーも異なっていた。エールフランス、ルフトハンザ航空、KLMオランダ航空、アリタリア航空はGE（ゼネラル・エレクトリック）製CF6-50E2を、英国海外航空（後のブリティッシュ・エアウェイズ）はRR（ロールス・ロイス）製RB211-524D4、エア・インディア、イベリア航空、アルゼンチン航空、南アフリカ航空はP&W（プラット・アンド・ホイットニー）製JT9D-7Qを装備した。サウジアラビア航空もRB211-524D4を選択したが、-400以降はCF6-80C2B1Fを選択した。
また、イギリス連邦諸国のキャセイパシフィック航空（香港）、カンタス航空（オーストラリア）、ニュージーランド航空はともにイギリス製のRB211-524D4を選択した。キャセイパシフィック航空、サウジアラビア航空、ブリティッシュ・エアウェイズは同じRB-211エンジンを搭載したロッキードトライスターL-1011型を保有していた関係で整備の都合上とされた。またカンタス航空とニュージーランド航空の場合には路線によりブリティッシュ・エアウェイズの乗務員が運航していたこととロンドン・ヒースロー空港での整備の関係であった。
サウジアラビア航空とニュージーランド航空はその後に-400以降のエンジンをCF6-80C2B1Fへ切り替えた。例外はマレーシア航空の747-236Bの2機で、RB211-524を装備している。もともとはブリティッシュ・エアウェイズ向けとして製造されたものの、キャンセルで一年以上もボーイング社で保管していた。マレーシア航空はこれを格安で購入。初の747としてクアラルンプールから欧州へのフライトに備えていた。日本に寄航したのはそれから10年以上後で、ロサンゼルス線寄港便に使用していたが、現在は貨物専用機へ改造された。
そして日本航空が1983年に導入した3機の-200B型は、より自重の重い-300型に搭載されているJT9D-7R4G2を搭載している。また追加の燃料タンクを搭載し最大離陸重量を引き上げることによって航続距離を11,000km以上に延長。軽量な-200Bのボディにパワーの大きい-300のエンジンを組み合わせることにより、-SP型並みの性能を得ている。これにより日本航空は、当時最大のライバルだったパンアメリカン航空の東京 - ニューヨーク直行路線（パンナムは-100SPを使用していた）へよりキャパシティの大きい-200B型を投入し、巻き返しを図ることに成功した。なおその後、同型の仕様機をノースウエスト航空やユナイテッド航空も導入している。
747-300登場後の1984年 - 1986年には就航中の747-200Bのアッパーデッキを-300同様に延長する改造工事がKLMの10機とUTAフランス航空の2機に施工され、-200B/SUDという型式を得ている。
これらの-200Bは、-400の出現などで-200BSF（貨物改造機）への転用改造やチャーター会社への売却が増えており、たとえばアトラス航空ではこれらの中古旅客機を購入して貨物機へ改造することも積極的に進めている。このような中古機は老朽化が進み、耐空時間の面でも余裕が少ないという見方も強いことから、残された寿命もそれほど長くはないとも言われているが、タイのオリエント・タイ航空やプーケット航空などの新興航空会社が、このような中古の747-200Bを積極的に導入しているほか、ヨーロッパ、米国などへのチャーター便を運航する航空会社も導入しているため、今後しばらくは運用が続くとする見方もある。
2005年現在、保管中の747-200Bは、ピナルカウンティ、マラーナ飛行場（アリゾナ州）とラスベガス・マッカラン国際空港（ネバダ州）などで合わせるとおよそ30機ほどある。

### B747-200F

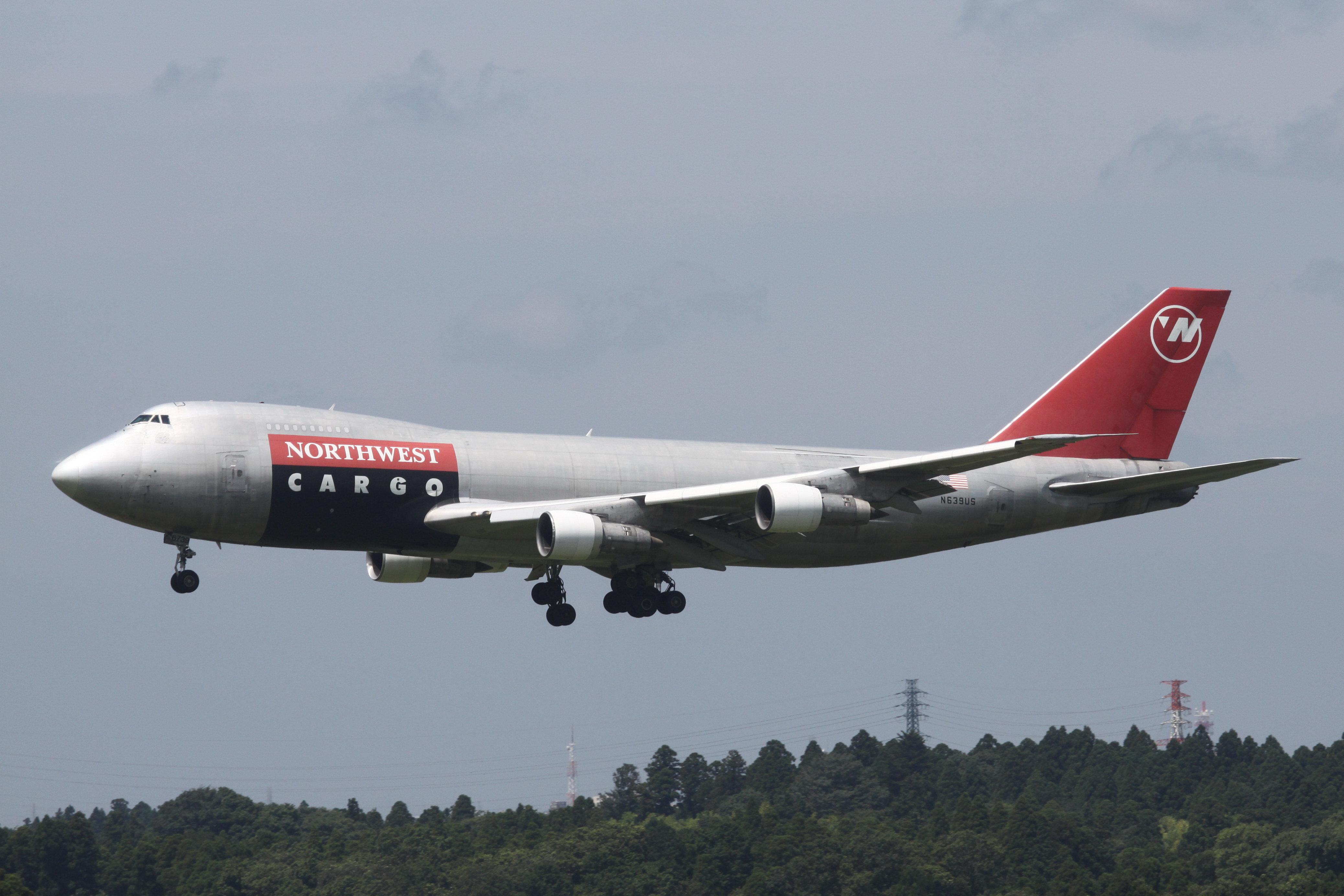
ノースウエスト航空の747-200F

1969年にルフトハンザ航空の発注により開発された貨物型の機体で、機首部のコクピット前方にヒンジを持つバイザー式貨物扉を装備し、床面に動力式のローディングシステムを装備し、貨物の搭降載作業を簡略化出来るよう改造されている。バイザー式貨物扉および動力式のローディングシステムは以降の各貨物型へと引き継がれる。なお、日本貨物航空が受領したJA8194号機は747クラシックの最終号機でもある。
一方アメリカではパンアメリカン航空、ノースウエスト航空、フライング・タイガー・ライン（1989年、フェデックスに買収された）がこれを採用してきた。現在ではノースウエスト航空、アトラス航空、ポーラーエアカーゴ、UPS、カリッタ・エアが純貨物機または貨物改造機を飛ばしている。日本では、かつてフライング・タイガーが成田、伊丹の他アメリカ軍横田基地などといったアメリカ軍関連輸送にも従事していたことも有名であった。
アジアでは大韓航空（コリアン・エアカーゴ部門）、中国国際航空、チャイナエアライン、キャセイ・パシフィック航空（ブリティッシュ・エアウェイズからの購入機から始まった）、シンガポール航空（9V-SKQのみであとは全て-400貨物型）、サウジアラビア航空が導入している。
日本では日本航空・日本貨物航空が採用した。当時の日本航空の機材にはパンアメリカン航空からの購入機が2機あり、JA8160とJA8165が該当していた。ただし、両者とも747-400F型への置き換えにより、国外に売却された。日本貨物航空は1984年12月17日にボーイング社から初号機(JA8167)を受領し、6機(旅客機改修型は除く)を運航していたがB747-400FやB747-8Fの導入があり、退役となった。　　　　　　　
日本航空が運航していたJA8132など、ごくわずかながらサイドカーゴドアを備えていない機体が存在する。

### B747-200C

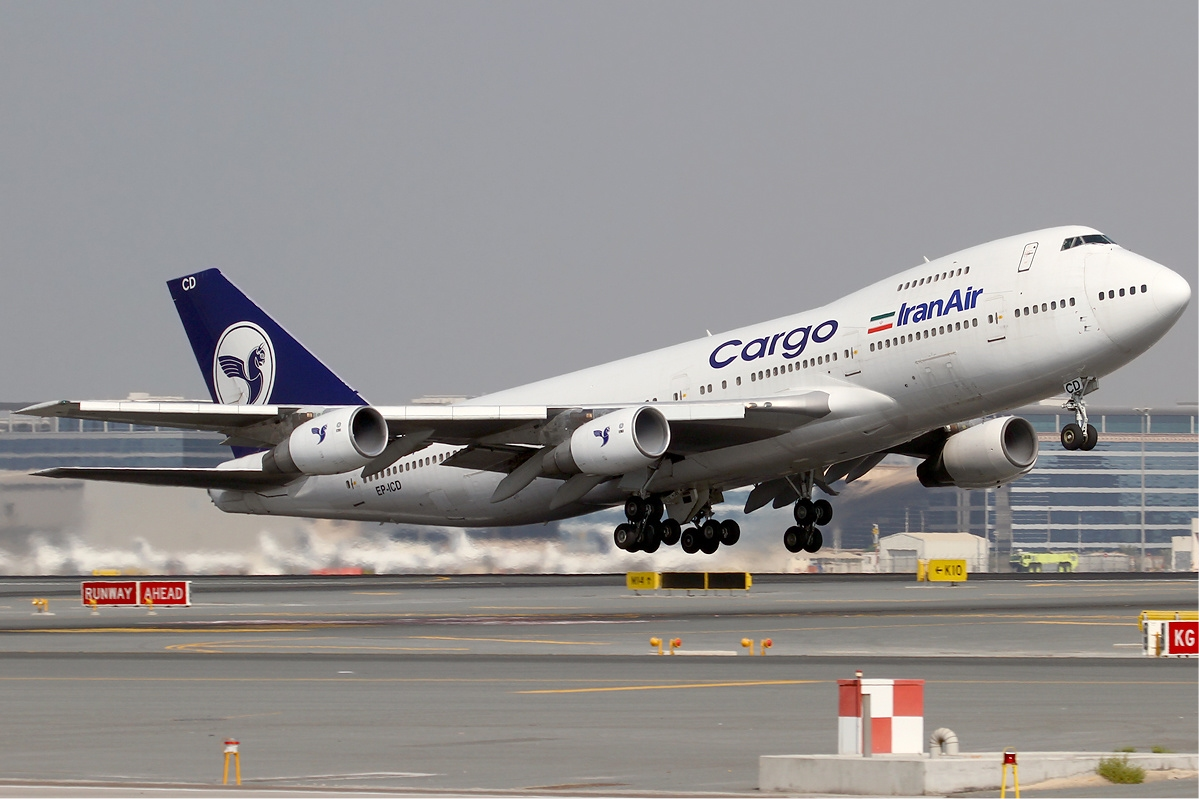
イラン航空のボーイング747-200M

ワールド・エアウェイズが最初に導入した機体で、貨物・旅客または客貨混合輸送も可能としたいわゆるコンバーチブル機である。機首部にはバイザー式貨物扉やサイドカーゴドアも装備している。生産した機体はそれほど多くはなく、他にはヴァリグブラジル航空や南アフリカ航空などである。

### B747-300

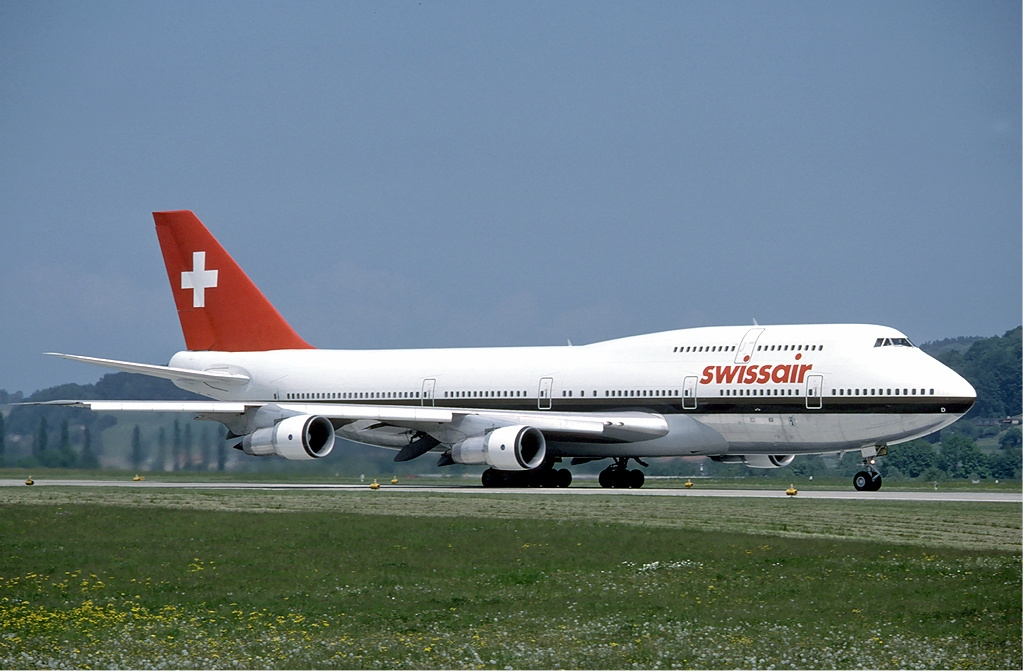
スイス航空の747-300

747SPにおける設計変更から副次的にエリアルールの効果を得た経験を受け、-200型の2階部分を後方に延長したモデル。空気抵抗の増加が少ない割りに座席数を大幅に増やせるため、後に出てくる-400型と共に航空会社に広く受け入れられた。一部の航空会社では、-100型や-200型を改造して-300型のような胴体にしたところもある。このような機体は -100/SUD、-200/SUD（Stretched Upper Deck）と呼ばれ、-300とは区別される。
1982年に初号機がロールアウトした後に、スイス航空へ納入された。後にシンガポール航空、UTA（UTA、現エールフランス）、日本航空、南アフリカ航空、キャセイパシフィック航空、ヴァリグ・ブラジル航空、マレーシア航空、サベナ・ベルギー航空等へ納入された。アメリカの航空会社からのオーダーはなかった。
エア・インディアが保有している（かつてタイ国際航空とヴァリグ・ブラジル航空も保有していた）747-300型は、B747クラシックとしては最後期に生産された機体ということもあって-400と同様のフェアリングに変更されている。また747クラシックの特徴であった主翼端のHF帯アンテナも無く（-400と同様に垂直尾翼に移設されている）、エンジンも-400と同じGE社のCF6-80C2を搭載しているため、窓等一部違いはあれど外見上は747-400D型と区別が付かない。このエア・インディアの747-300は、かつて成田空港に定期便として就航していた。また、エア・インディアの同型機は貨客混載機（コンビ型）でもある。このコンビ型はシンガポール航空やKLMオランダ航空でも使用されていた。

### B747-300SR

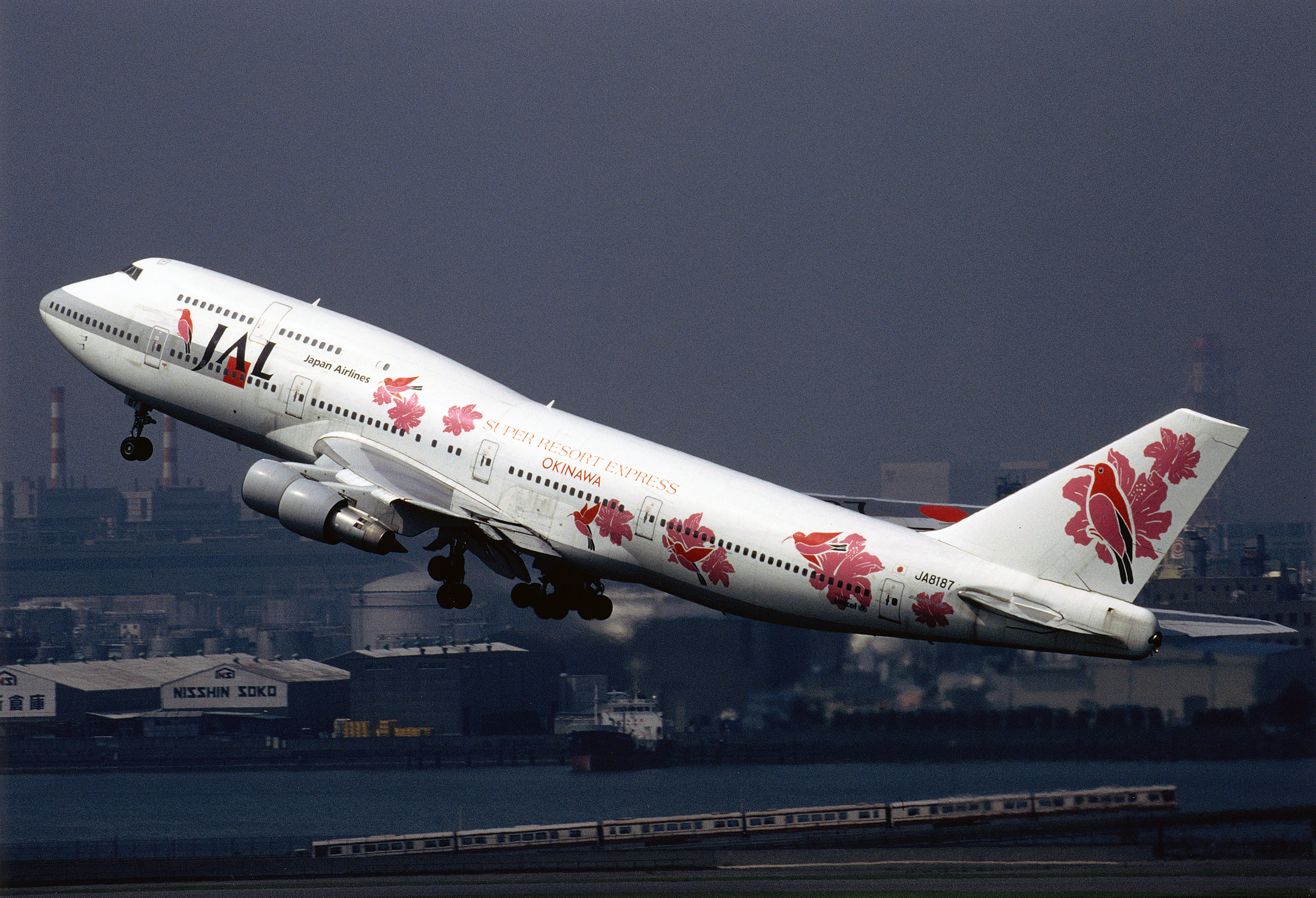
日本航空 747-300SR

1988年にSR-100型の後継機として日本航空に納入された機体。2階席部分の客室が延ばされたために当時としては世界最大の座席数が設定された。この-300SRは世界でも4機しか生産されておらず、導入した航空会社も世界中で日本航空のみである（その後系列会社のJALウェイズも使用している）。
前述の-100B/SUDと併せて「SR-SUD」と呼ばれることもあった。
機体そのものは-300型だが、日本国内での特殊な運航事情に合わせ-SR100型や後継機の-400D型と同じくボディ補強が施されている。そのため、ベースとなった-300型に比べて機体の自重が重い。
エンジンは、ベースとなった-300と同じJT9D-7R4G2エンジンを搭載する。
そのため、国際線仕様機への改造（最大離陸重量の引き上げ、内装の一部改修等）を施せば中・長距離路線へ投入が可能である。
納入直後からSR-100型のより直接的な後継機となる-400Dの納入が開始されたため、-300SR型は全て中長距離路線就航に合わせた改修を受け、日本 - ホノルル線などで活躍し、2009年7月24日の那覇発東京行JL3946便（機体番号JA8183）をもって有償飛行を終え、日本航空から引退した。

### B747-400

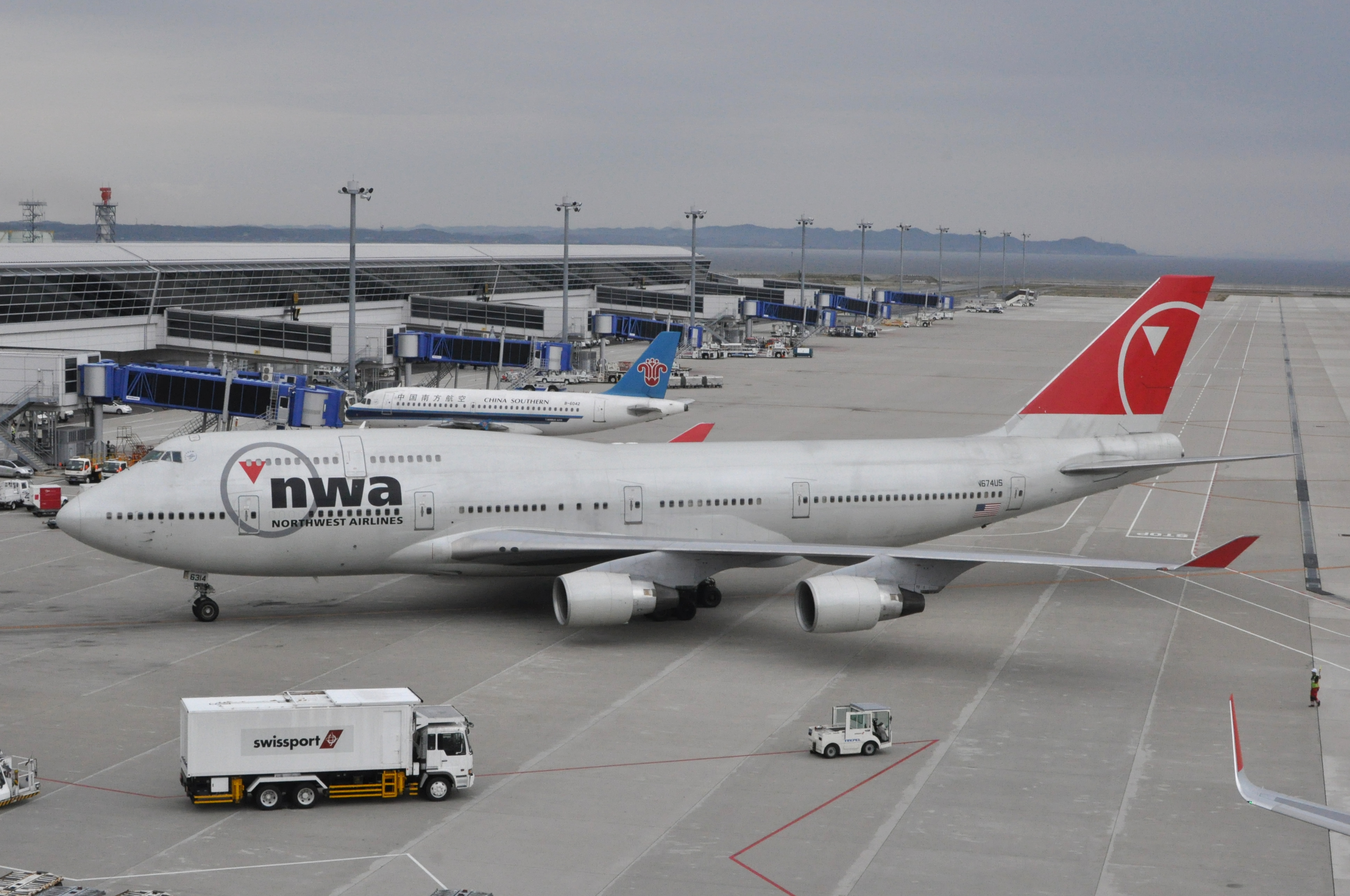
ノースウエスト航空の747-400

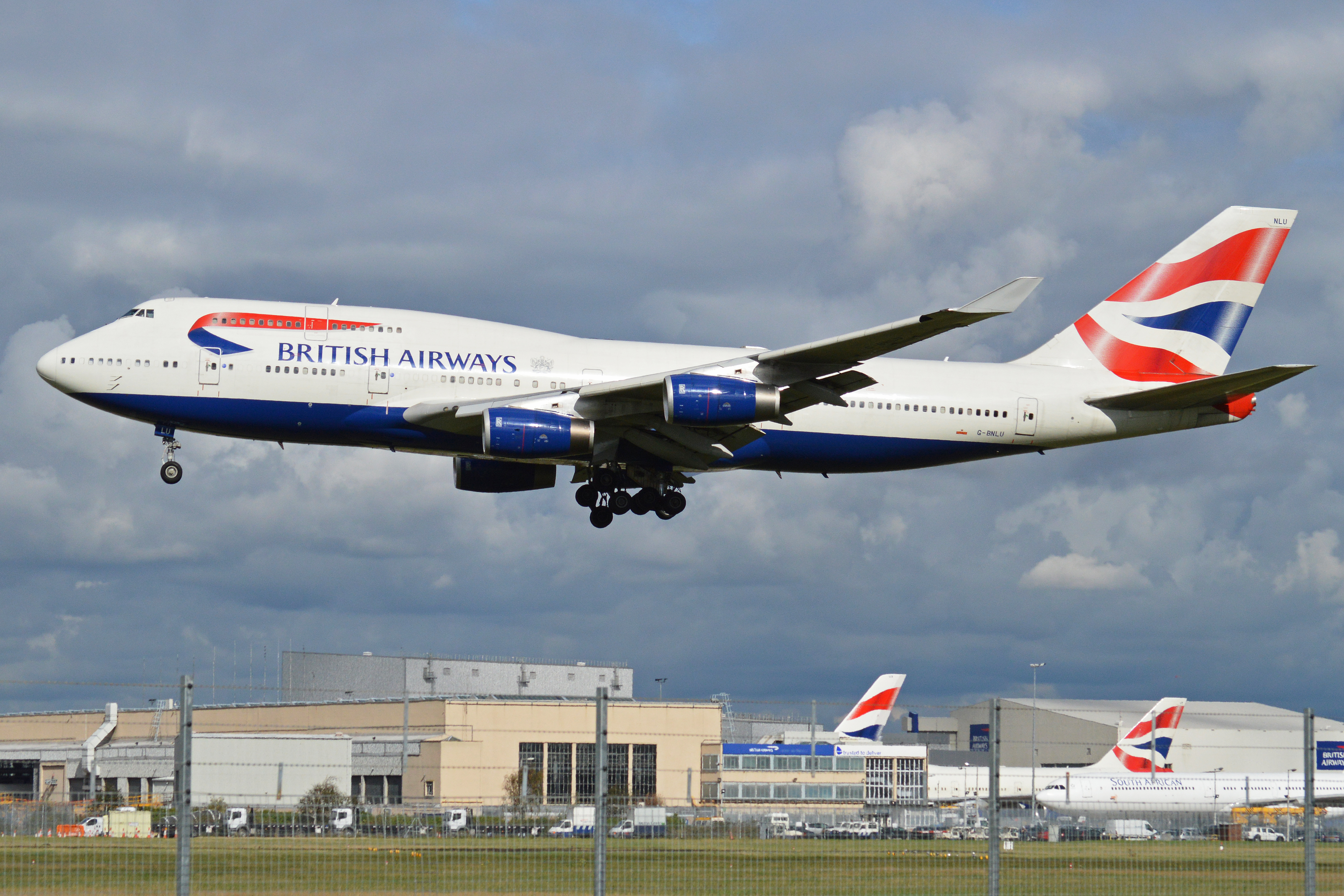
ブリティッシュ・エアウェイズの747-400

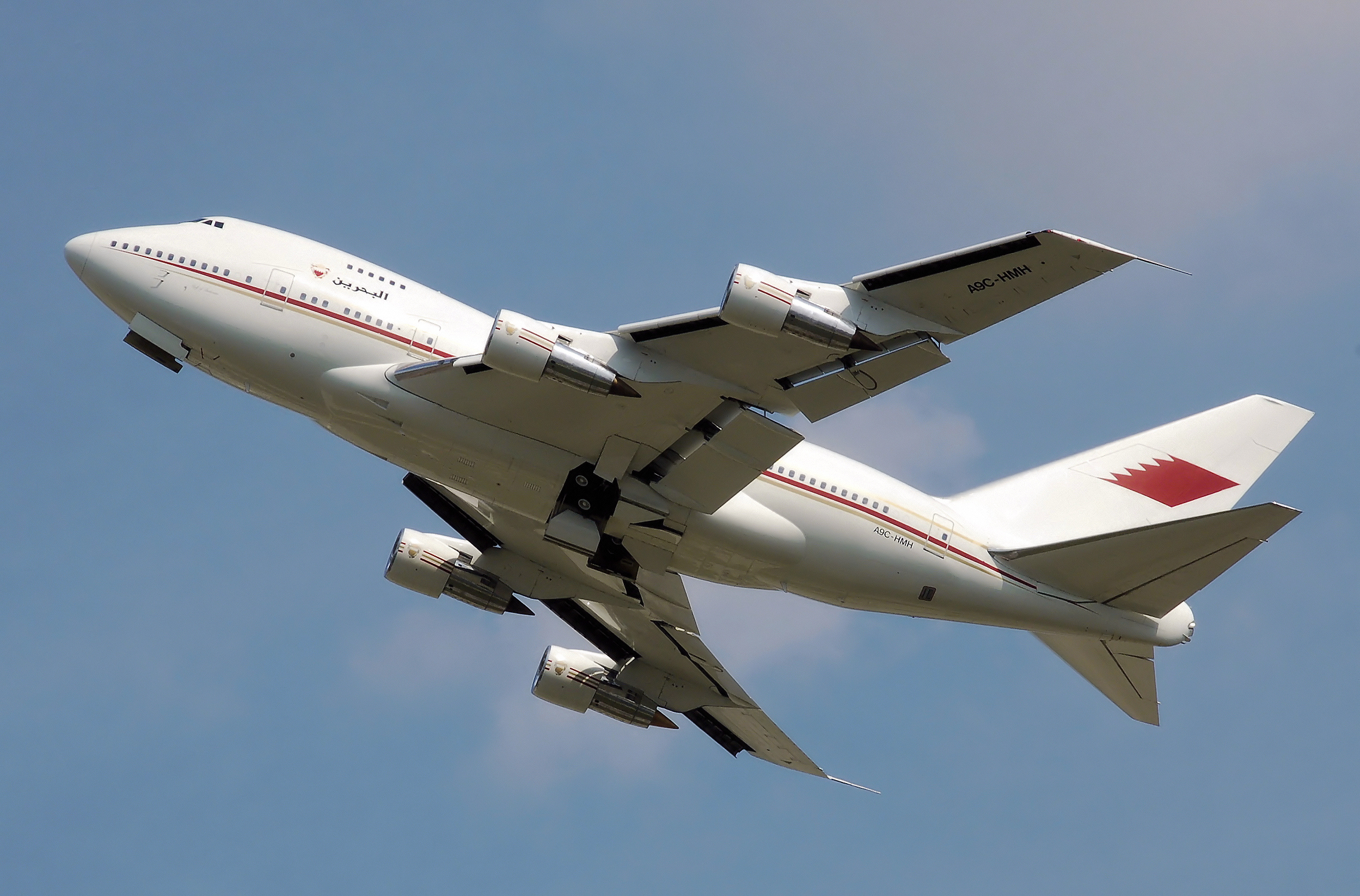
バーレーン 政府専用機

-300型までの、いわゆる「747クラシック」の後継機として新世代の技術を投入し開発されたモデルで「ハイテクジャンボ」と呼ばれる。航空機関士を要しない2人乗務が可能となった等で在来型から劇的な進化を遂げた型式である。
外観は-300と比べウィングレットくらいしか大きな相違点がないため（-400Dを除く）、-300も導入していた各航空会社では新型機と印象付けるためもあり、日本航空では「スカイクルーザー」、全日空では「テクノジャンボ」、シンガポール航空では「Megatop」などの愛称が付けられた。なお貨物型の2階部分は―100や―200と同様の形となっている。
1989年にノースウェスト航空が運航を開始し、その後日本航空やシンガポール航空、キャセイパシフィック航空やヴァリグ・ブラジル航空、全日本空輸やノースウエスト航空など世界各国の航空会社に導入された。
さらにその後貨物型の-400Fや貨客混載型の-400コンビ、航続距離延長型の-400ER、日本国内線専用の-400Dなどが開発され、ボーイング747ファミリーの中では最多の生産数となる633機を記録した。2009年9月をもって生産終了をした。現在は貨物型に改修された-400が多く飛んでいる。

### B747-8

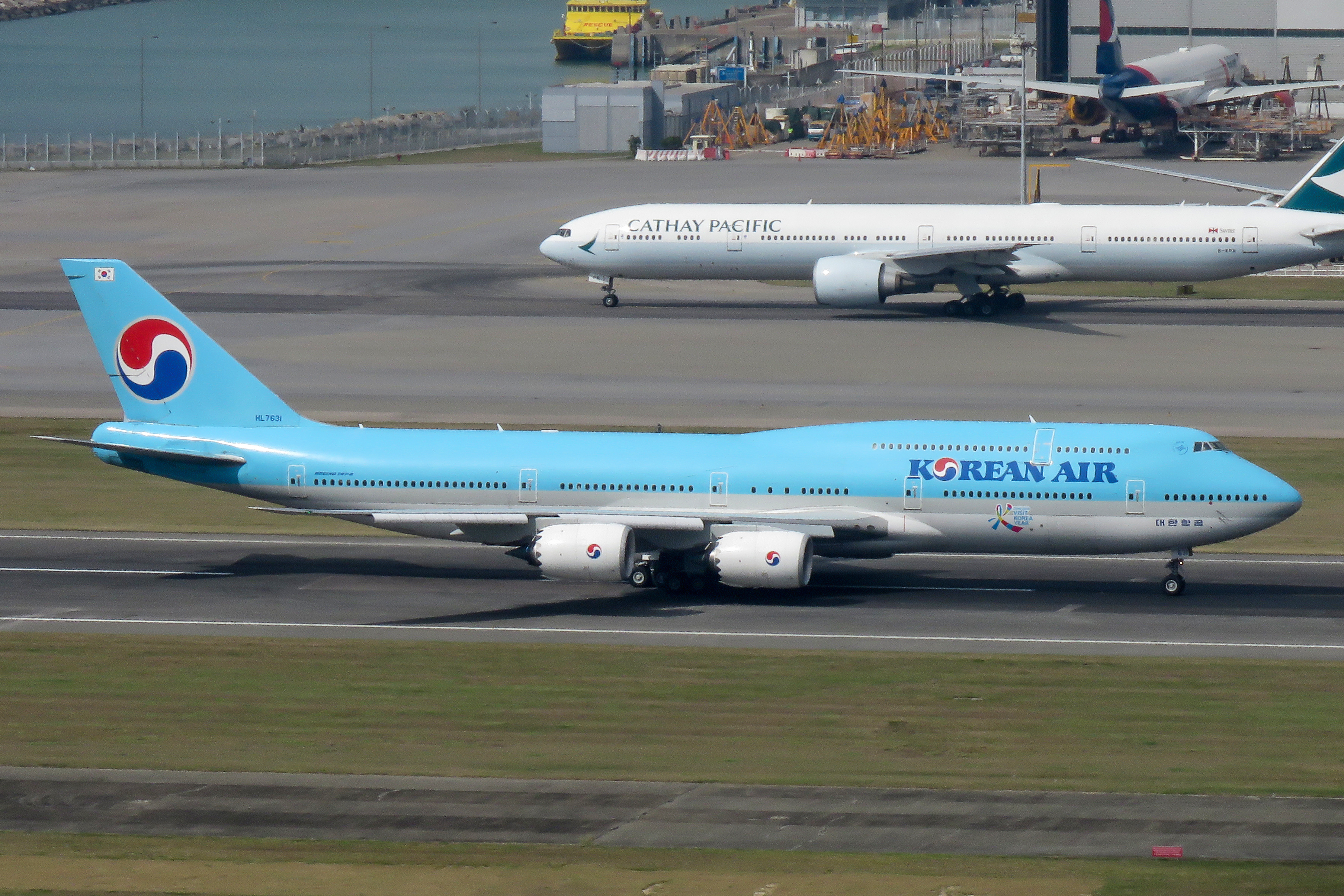
大韓航空の747-8IC

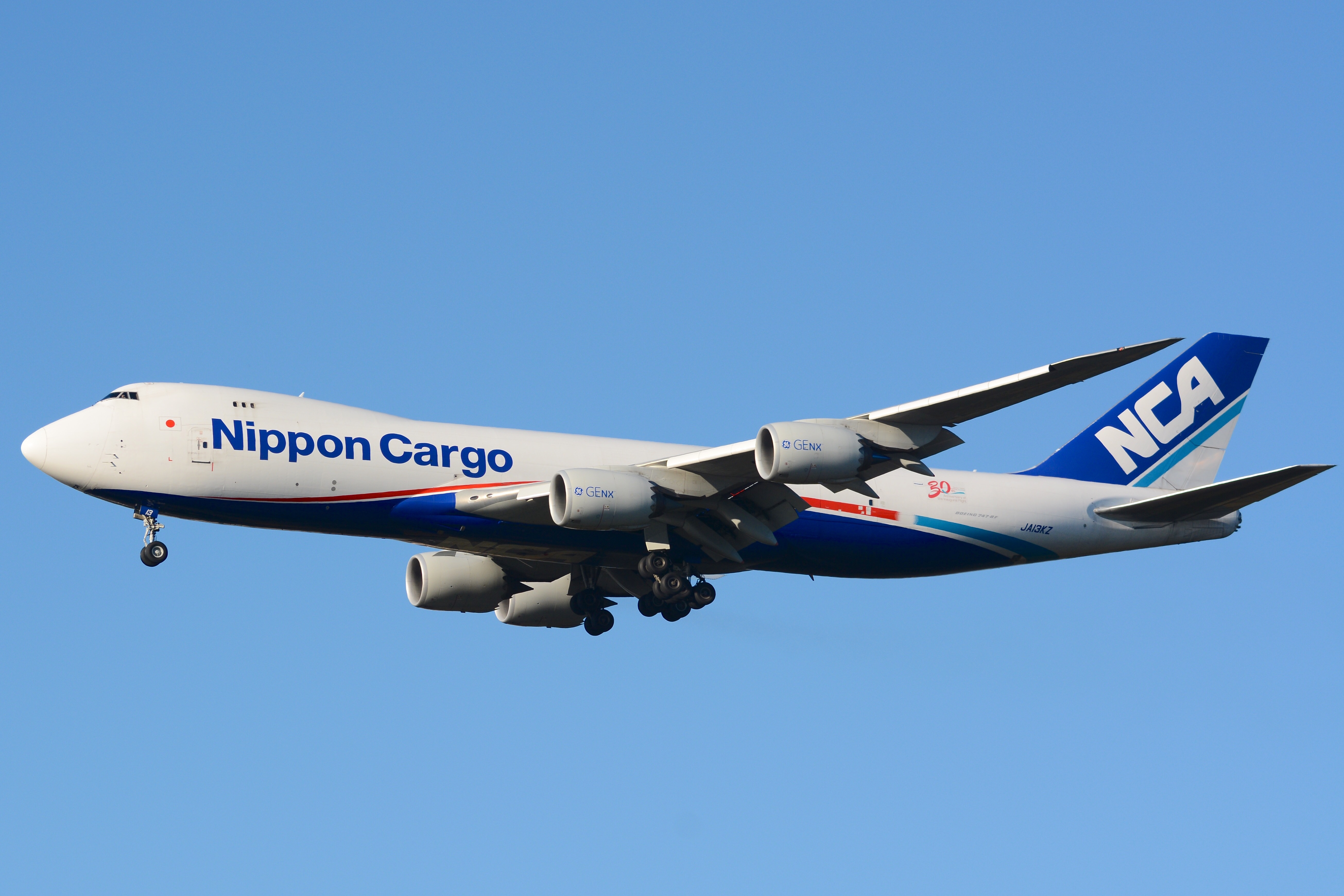
日本貨物航空の747-8F

747シリーズの最終モデルである。-400の後継機として787に似た主翼そして同じエンジンを装備し、わずかに胴体を延長した747の最新モデル。旅客型の-8ICと貨物型の-8Fがある。
747としては初めて旅客型より貨物型の受注が先行した型式である。777-300とエアバスA380との中間程度のキャパシティを持つ機体となった。その容量を生かした内装を施されているが、787に装備された旅客型の客室内加湿システムは導入されていない。
2017年7月30日、B747-8Iの最後の引き渡しが大韓航空へ行われた。機体記号は HL7644。
このHL7644が最後に製造されたB747シリーズの旅客機となった。
2023年1月31日、先述の通りB747-8Fの最後の引き渡しがアトラス航空へ行われ、すべての747の製造・引き渡しが完了した。

## 技術データ

### エンジン
- 747-100型

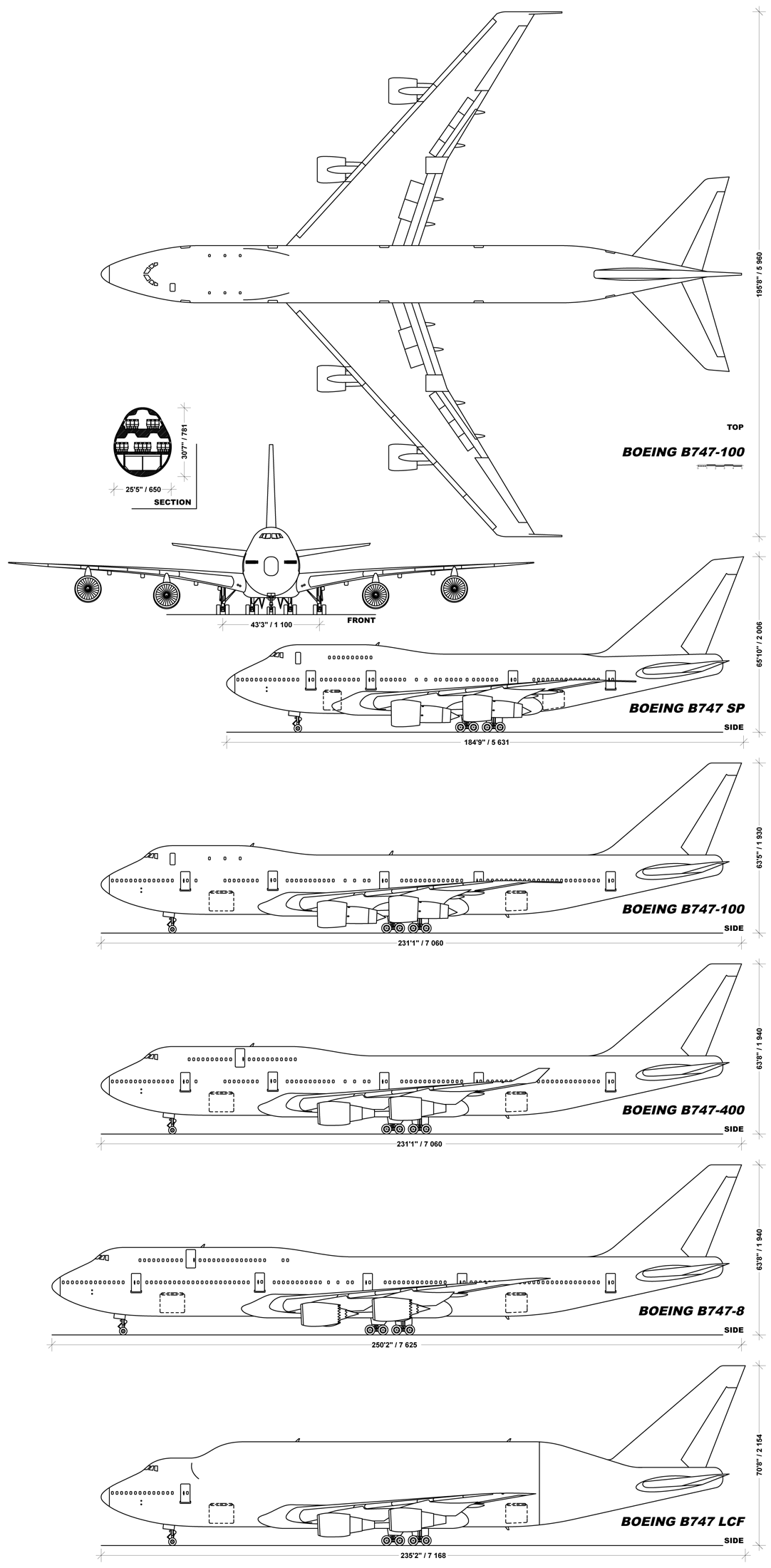
Boeing 747 family

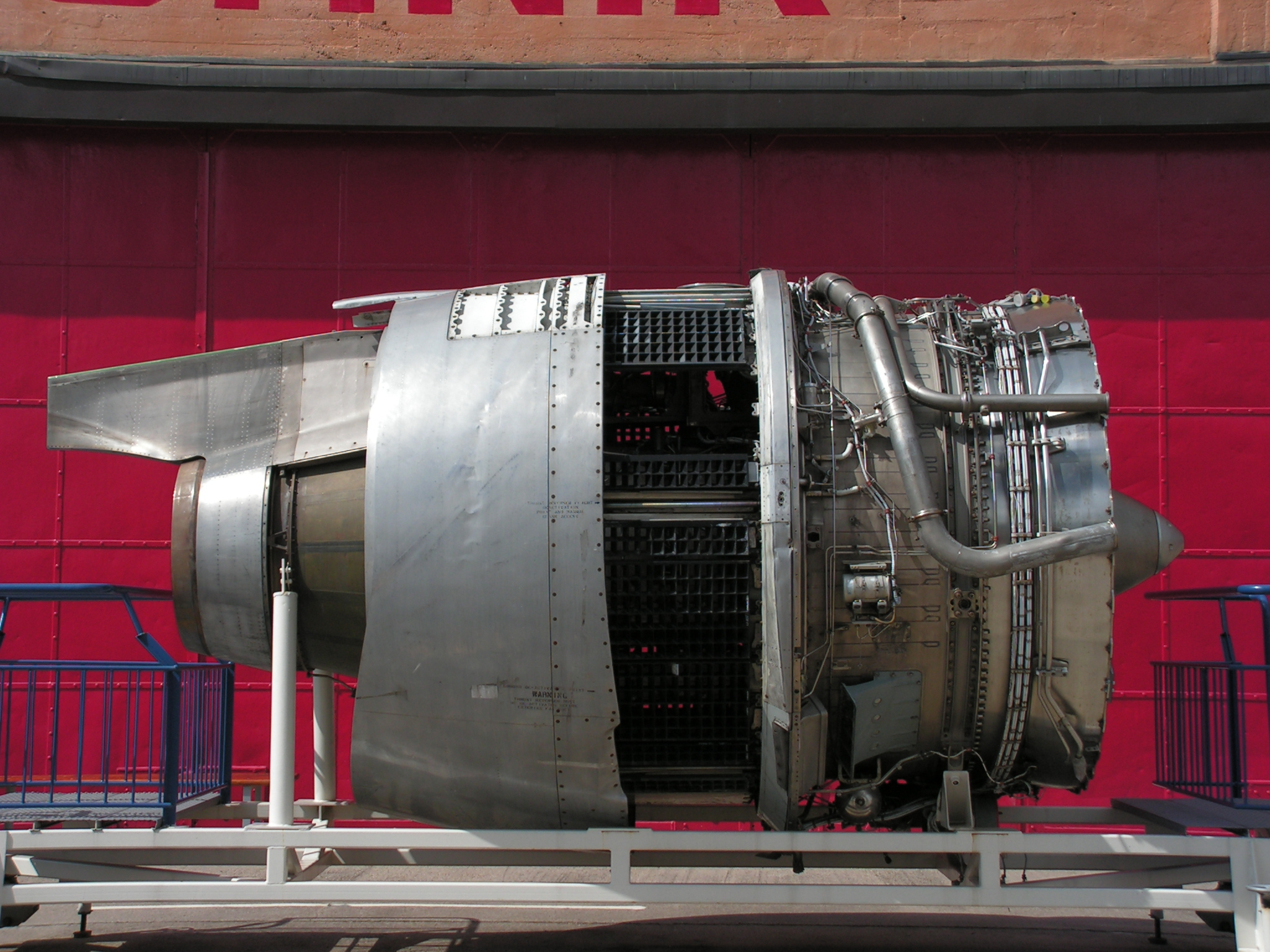
カバーを外したRolls-Royce RB.211 （747-230のもの）

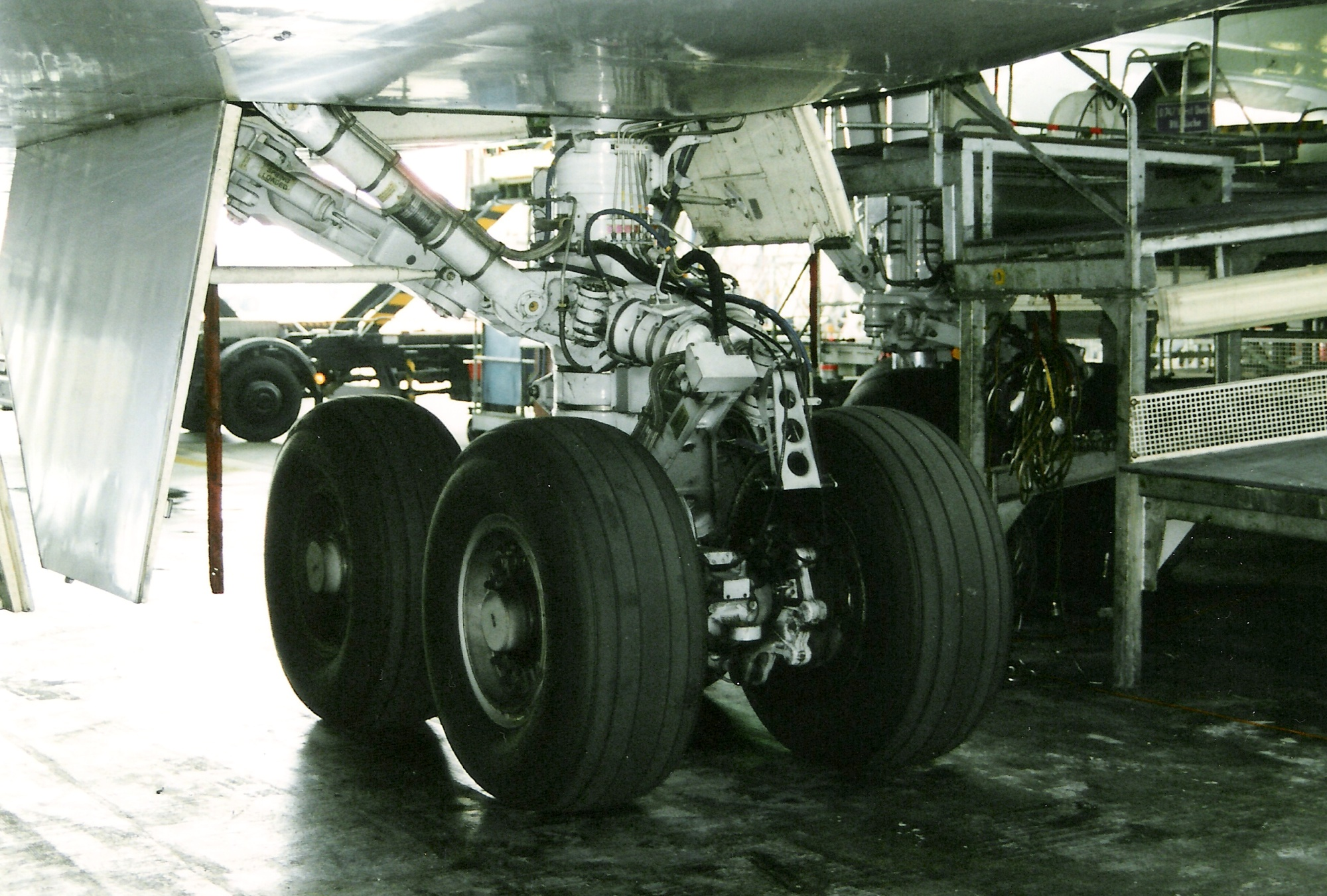
降着装置

P&W（プラット・アンド・ホイットニー）製 JT9D-7A型 ターボファン 4基 または
RR（ロールス・ロイス）社製 RB211-524B2型 ターボファン 4基
- 747-200/300型

P&W製 JT9D-7R4G2型 ターボファン 4基 または
RR製 RB211-524D4型 ターボファン 4基 または
GE（ゼネラル・エレクトリック）製 CF6-50E2型 ターボファン 4基
- 747-400型

P&W製 PW4056型 ターボファン 4基 または
RR製 RB211-524H型 ターボファン 4基 または
GE製 CF6-80C2B1F型 ターボファン 4基
- 747-8型（ダッシュエイト）

GE製 GEnx-2B67型 ターボファン 4基 のみ

### 仕様
| 項目＼機種     | 747-100 （初期型）                       | 747-400ER                                                                | 747-8 （最新型）             |
| -------------- | ---------------------------------------- | ------------------------------------------------------------------------ | ---------------------------- |
| 全長           | 70.6 m                                   | 70.6 m                                                                   | 76.4 m                       |
| 全幅（翼端）   | 59.6 m                                   | 64.4 m                                                                   | 68.5 m                       |
| 全高           | 19.3 m                                   | 19.4 m                                                                   | 19.5 m                       |
| 胴体幅         | 縦 7.85 m ,横 6.49 m                     | 縦 7.85 m ,横 6.49 m                                                     | 縦 7.85 m ,横 6.49 m         |
| 内部キャビン幅 | 6.1 m                                    | 6.1 m                                                                    | 6.1 m                        |
| 翼面積         | 511 m2                                   | 541 m2                                                                   |                              |
| 空虚重量       | 162.4 t                                  | 180.8 t                                                                  |                              |
| 最大離陸重量   | 333.4 t                                  | 412.8 t                                                                  | 440t                         |
| 巡航速度       | M0.84                                    | M0.855 (913 km/h)                                                        | 旅客 M0.855 貨物 M0.845      |
| 航続距離       | 9,800 km                                 | 14,205 km （ニューヨーク - 香港）                                        | 旅客 14,815 km 貨物 8,275 km |
| 貨物容量       | 170.6 m3 （5 パレット + 14 LD1コンテナ） | 158.6 m3 または 137 m3                                                   | 旅客 161.5 m3 貨物 854.3 m3  |
| エンジン       | P&W社 JT9D型                             | GE社 CF6-80C2B1F型 P&W社 PW4056型                                        | GE社 GEnx-2B67型             |
| 推力           | 209 kN × 4基                             | 281.57 kN = 63,300 lb（PW4062型） 276.23 kN = 62,100 lb（CF6-80C2B5F型） | 66,500 lb                    |
| 乗員           | 3名                                      | 2名                                                                      | 2名                          |
| 乗客（基本）   | 3クラス 366名 2クラス 452名              | 3クラス 416名 2クラス 524名                                              | 3クラス 467名                |
| 座席数導入例   | JAL国内線-100B退役 563(25+538)           | -                                                                        | -                            |

service life（限界機齢）は、20年程度として設計されている。747LR（国際線用）の場合、総飛行時間が6万時間、離着陸回数は20,000回（SRはより強化）となる。

## 売上・生産機数
- 詳細は このページ を参照。

### 747-100
- 747-100型 総生産機数:167機
  - 初号機:パンアメリカン航空 1969年12月13日
  - 最終号機:ブリティッシュ・エアウェイズ 1976年2月25日[22]
- 747SR-100型 総生産機数:7機
  - 初号機:日本航空 1973年9月26日
  - 最終号機:日本航空 1975年4月2日
- 747SR-100B型 総生産機数:20機
  - 初号機:全日本空輸 1978年12月21日
  - 最終号機:全日本空輸 1982年11月12日
- 747-100B型 総生産機数:9機
  - 初号機:イラン航空 1979年8月2日
  - 最終号機:サウジアラビア航空 1982年4月2日
- 747-100B/SUD型 総生産機数:2機
  - 初号機:日本航空 1986年3月24日
  - 最終号機:日本航空 1986年9月9日

747-100シリーズ 総生産機数:205機

### 747-SP
- 初号機:パンアメリカン航空 1976年3月5日
- 最終号機:アブダビ首長国 1989年12月9日

747SP 総生産機数:45機

### 747-200
- 747-200B型 総生産機数:229機
  - 初号機:ノースウエスト航空 1970年10月11日[23]
  - 最終号機:全日本空輸 1989年8月10日
- 747-200F型 総生産機数:73機
  - 初号機:ルフトハンザ・カーゴ 1972年3月10日
  - 最終号機:日本貨物航空 1991年11月19日
- 747-200C型 総生産機数:13機
  - 初号機:ワールドエアウェイズ 1973年4月30日
  - 最終号機:マーティンエアー 1988年9月26日
- 747-200M型 総生産機数:78機
  - 初号機:エア・カナダ 1975年3月7日
  - 最終号機:イベリア航空 1988年4月5日

747-200シリーズ 総生産機数:393機

### 747-300
- 747-300型 総生産機数:56機
  - 初号機:UTA 1983年3月1日
  - 最終号機:日本アジア航空 1988年10月18日
- 747-300M型 総生産機数:21機
  - 初号機:スイス航空 1983年3月5日
  - 最終号機:サベナ航空 1990年9月25日
- 747-300SR型 総生産機数:4機
  - 初号機:日本航空 1987年12月10日
  - 最終号機:日本航空 1988年2月19日

747-300シリーズ 総生産機数:81機

### 747-400
- 747-400型 総生産機数:442機
  - 初号機:ノースウエスト航空 1989年1月26日
  - 最終号機:チャイナエアライン 2005年4月26日
- 747-400M型 総生産機数:61機
  - 初号機:KLMオランダ航空 1989年9月1日
  - 最終号機:KLMオランダ航空 2002年4月10日
- 747-400D型 総生産機数:19機
  - 初号機:日本航空 1991年10月10日
  - 最終号機:全日本空輸 1995年12月11日
- 747-400F型 総生産機数:126機
  - 初号機:カーゴルックス航空 1993年11月17日
  - 最終号機:日本貨物航空 2009年5月7日
- 747-400ERF型 総生産機数:40機
  - 初号機:エールフランス 2002年10月17日
  - 最終号機:ロードエアカーゴ 2009年11月10日
- 747-400ER型 総生産機数:6機
  - 初号機:カンタス航空 2002年10月31日
  - 最終号機:カンタス航空 2003年7月30日

747-400シリーズ 総生産機数:694機

### B747-8 シリーズ
- B747-8I 総生産機数:47機

最終号機: 大韓航空 HL7644 2017/07/30 引渡済
- B747-8F 総生産機数:106機

最終号機: アトラス航空 N863GT 2023/1/31 引渡済
- B747-8 シリーズ 生産済計153機 (2020/5現在)

## 現在の運航状況（目安）
詳しい最新の情報は次のページを参照。
List of Boeing 747 operators - Wikipedia（英語）

### 旅客機

#### B747-300
- マーハーン航空 2機[24]

#### B747-400・B747-8I
| 国旗               | 航空会社名             | B747-400 | B747-8I | 合計 |
| ------------------ | ---------------------- | -------- | ------- | ---- |
| ドイツの旗         | ルフトハンザドイツ航空 | 8        | 19      | 32   |
| 大韓民国の旗       | 大韓航空               |          | 10      | 10   |
| ロシアの旗         | ロシア航空             | 9        |         | 9    |
| 中華人民共和国の旗 | 中国国際航空           | 2        | 6       | 8    |
| アメリカ合衆国の旗 | アトラス航空           | 5        |         | 4    |
| ナイジェリアの旗   | マックス・エア         | 3        |         | 3    |
| イラクの旗         | イラク航空             | 2        |         | 2    |
| イランの旗         | マーハーン航空         | 2        |         |      |
| 合計               |                        | 46       | 35      | 69   |

### 貨物機

#### B747-8F
- 日本貨物航空
- エアブリッジカーゴ
- アトラス航空
- カーゴロジックエア
- カーゴルックス航空
- キャセイパシフィック航空カーゴ[注釈 5]
- ポーラーエアカーゴ
- カタール航空カーゴ
- サウディア・カーゴ
- シルクウェイウエスト航空
- UPS航空
- エア・ベルギー

#### B747-400F
- コリアンエアカーゴ
- マイカーゴ航空（ACT航空）
- エア・アトランタ・アイスランディック
- 中国国際貨運航空
- エアブリッジカーゴ
- アシアナ航空カーゴ
- ASL航空ベルギー[注釈 6]
- アストラル航空（英語版）
- アトラス航空
- ボーイング[注釈 7]
- CALカーゴエアラインズ（英語版）
- カーゴロジックエア
- カーゴルックス航空
- カーゴルックスイタリア
- キャセイパシフィック航空カーゴ
- チャイナエアライン・カーゴ
- 中国貨運航空
- 中国南方航空カーゴ
- カリッタ航空
- KLMカーゴ
- マーティンエアー
- ナショナル・エアラインズ
- ポーラーエアカーゴ
- サウディア・カーゴ
- シルクウェイウエスト航空
- シンガポール航空カーゴ
- 金鵬航空
- UPS航空

B747-200F
- アエロスタン（英語版）

### 政府等

#### B747-8I
- 中国（中国国際航空のB-2479を使用）
- ブルネイ
- モロッコ
- カタール
- クウェート
- トルコ
- 韓国

#### B747-400
- 中華人民共和国（中国国際航空のB-2472を使用）
- インド（エアインディアの機体を使用）
- アラブ首長国連邦、ドバイ
- オマーン
- サウジアラビア
- イラク
- バーレーン

#### B747-300
- サウジアラビア

#### B747-200
- イラン
- アメリカ（エアフォースワン）

#### B747-100,B747-SP
- イラン
- オマーン
- サウジアラビア

## 過去に運航していた会社

### B747-400
- タイ国際航空[25]
- 大韓航空[26]
- エア・カナダ
- エールフランス
- ニュージーランド航空
- エア・パシフィック
- 全日本空輸[注釈 8]
- カナディアン航空
- キャセイパシフィック航空 旅客型
- デルタ航空
- エバー航空 旅客型
- エア・インディア(登録抹消、ムンバイにて保管中)
- ガルーダ・インドネシア航空[注釈 9]
- 翡翠国際貨運航空
- 日本航空[注釈 8]
- カボ・エア(運用ラインから外れている)
- マレーシア航空
- マンダリン航空
- 日本貨物航空
- ノースウエスト航空（ローンチカスタマー）
- フィリピン航空
- シンガポール航空[注釈 10]
- 南アフリカ航空
- ユナイテッド航空
- UTA
- ヴァリグ・ブラジル航空
- ライオン・エア
- KLMオランダ航空(最後の-400Mで退役後はアメリカのJet One Xに移籍）

### B747-300
- エア・インディア
- アンセット・オーストラリア航空
- キャセイパシフィック航空
- エジプト航空
- 日本航空[注釈 11]
- 日本アジア航空
- KLMオランダ航空
- 大韓航空[注釈 12]
- マレーシア航空
- パキスタン国際航空
- カンタス航空
- サベナ・ベルギー航空
- サウジアラビア航空
- シンガポール航空
- 南アフリカ航空
- スイス航空（ローンチカスタマー）
- タイ国際航空
- UTA
- ヴァリグ・ブラジル航空

### B747-200
- アルゼンチン航空
- エア・カナダ
- 中国国際航空
- エールフランス
- エア・インディア
- ニュージーランド航空
- アリタリア-イタリア航空
- 全日本空輸
- アビアンカ航空
- ブリティッシュ・エアウェイズ(一機はGEO SKYに）
- 中国民航
- カナディアン航空
- キャセイパシフィック航空
- 中華航空
- コンチネンタル航空
- エル・アル航空
- ガルーダ・インドネシア航空
- イベリア航空
- イラン航空
- 日本航空
- KLMオランダ航空（ローンチカスタマー）
- 大韓航空
- ルフトハンザドイツ航空
- ノースウエスト航空
- パキスタン国際航空
- パンアメリカン航空
- フィリピン航空
- カンタス航空
- ロイヤルヨルダン航空
- サベナ・ベルギー航空
- スカンジナビア航空
- シンガポール航空
- 南アフリカ航空
- スイス航空
- タイ国際航空
- トランス・ワールド航空
- UTA
- ユナイテッド航空
- ヴァージン・アトランティック航空

### B747-100, B747SP
- エアリンガス
- エア・カナダ
- エールフランス
- エアホンコン
- アリタリア航空
- 全日本空輸
- アメリカン航空
- 英国海外航空
- ブリティッシュ・エアウェイズ[注釈 13]
- カナディアン航空
- 中国民航
- 中華航空[注釈 14]
- コンチネンタル航空
- デルタ航空
- イースタン航空
- イベリア航空
- イラン航空
- 日本航空[注釈 15]
- 日本アジア航空
- 大韓航空
- ルフトハンザドイツ航空[注釈 16]
- ノースウエスト航空
- パンアメリカン航空[注釈 17]
- カンタス航空
- カタール航空
- サベナ・ベルギー航空
- サウジアラビア航空[注釈 18]
- 南アフリカ航空
- トランス・ワールド航空[注釈 19]
- ユナイテッド航空

### 地域別
アジア地域
- エミレーツ・スカイカーゴ
- エア・サイアム（破産）
- プーケット航空
- エアランカ
- ガルーダインドネシア航空（2017年10月退役）
- ミドルイースト航空
- フィリピン航空
- トランスメディタレニアン航空
- ロイヤル・ヨルダン航空（L-1011とA340へ置き換えた）
- イラク航空（湾岸戦争以後バグダード国際空港で地上保管されているが、そのまま用途廃棄になる予定）
- 日本航空（世界最大の保有数を誇り、一時期その数は世界で唯一100機を越えていたが経営破綻の後、2011年3月1日のフライトをもって完全退役）
- 日本アジア航空
- JALウェイズ
- 全日本空輸
- オアシス香港航空
- 香港ドラゴン航空
- マンダリン航空
- イラン航空
- パキスタン国際航空
- イエメニア（唯一のイエメニアが保有する747で、政府専用機だった747SP(7O-YMN)が2015年にアデン国際空港で攻撃を受け全損し、これによってイエメニアのジャンボは消滅することとなった）
- 翡翠国際貨運航空(解散)
- グランドスター・カーゴ・インターナショナル航空

ヨーロッパ
- アリタリア航空（-200をMD-11とボーイング777へ置き換えた）
- スイス航空（-300をMD-11とエアバスA340へ置換えた）
- サベナ・ベルギー航空(破産)
- スカンジナビア航空（-200BをDC-10-30へ置き換えた）
- ブリティッシュ・カレドニアン航空（ブリティッシュ・エアウェイズに吸収）
- イベリア航空
- エールリベルテ
- ジャーマンカーゴ
- オリンピック航空
- エアリンガス
- タジクエア
- UTAフランス航空（エールフランスに吸収）
- エア・リンガス （-100をA330へ置き換えた）
- エールフランス （2016年1月16日に最終飛行）
- トランスアエロ航空（2015年に経営破綻）
- TNTエアウェイズ（フレイター、運航停止）

アメリカ地域
- パンアメリカン航空（破産）
- コンチネンタル航空（-100.-200Bをボーイング777へ置き換えた）
- アメリカウエスト航空
- トランスアメリカ航空
- トランス・ワールド航空（アメリカン航空に吸収）
- アメリカン航空（-SPと-100をDC-10とMD-11へ置き換えた）
- シーボードワールド
- ブラニフ航空（破産）
- イースタン航空（パンアメリカン航空からリースして使用。後にL-1011へ置換えた）
- ナショナル航空（パンアメリカン航空に吸収）
- フェデックス・エクスプレス
- フライング・タイガー・ライン（フェデックス・エクスプレスに吸収）
- エア・カナダ（-400をエアバスA340とボーイング777-200ERへ置換えた）
- タワーエア（アメリカ同時多発テロ事件の影響などで運航停止）
- ノースウエスト航空（デルタ航空に統合）
- デルタ航空（自社導入の-100をL-1011へ置き換えた。-400はノースウエスト航空との合併により継承したもので、およそ30年ぶりのDL747フリートが復活。2017年完全退役）
- ユナイテッド航空
- ネーションエア・カナダ
- カナディアン航空（エア・カナダに吸収）
- ハワイアンエクスプレス
- キティホークインターナショナル
- エバーグリーン航空（フレイター、解散）
- ワールドエアウェイズ（売却後長らく保有していなかったが、このほど-400BDSFを導入したことから同機の保有が復活したが、2014年に解散[注釈 20]）

南アメリカ地域
- アルゼンチン航空
- アビアンカ航空（-200をボーイング767-300ERへ置き換えた）
- ヴァリグ・ブラジル航空（-200C/-300/-400をMD-11とボーイング777-200ERへ置き換えた）
- LATAM チリ
- アエロスール航空

オセアニア
- ニュージーランド航空
- アンセット・オーストラリア航空（破産）
- オーストラリアアジア航空
- エアパシフィック

アフリカ地域
- ナイジェリア航空（破産）
- マダガスカル航空（-200をエアバス767-300ERに置き換えた）
- アライアンス航空（消滅）
- アルジェリア航空
- エジプト航空（-300をボーイング777とエアバスA340へ置換えた）
- カメルーン航空
- エールガボン
- エールアフリク
- MKエアラインズ
- オカダエア
- エアマラウイ
- ナミビア航空
- 南アフリカ航空
- TAAGアンゴラ航空
- ロイヤル・エア・モロッコ

政府等
- カザフスタン

## 特別塗装機

### B747-8I
- ルフトハンザドイツ航空
  - D-ABYT（レトロ塗装）
    - 2015年4月のルフトハンザドイツ航空創立60周年を記念して、当機に1970~1980年台の旧塗装が施された。なお、このD-ABYTというレジは以前にB747-200で同じレジがあり、B747-8Iは2代目のものだったが、偶然にも初代のレジの機体もこの塗装となっており、同じB747かつ同じレジで同じ塗装が受け継がれることとなった。

### B747-8F
- キャセイパシフィック航空
  - B-LJA「HONG KONG TRADER」キャセイカーゴ初の特別塗装機である。

### B747-400
- 日本航空
  - JA8083(-400D)・JA8084(-400D)・JA8904(-400D)・JA8905(-400D)・JA8908(-400D)・JA8912「JALドリームエクスプレス21」
  - JA8904(-400D)「フリーダイヤル 国内線・国際線予約」1996〜97年にかけて、胴体の左側に国内線右側に国際線の予約窓口の電話番号を書いた機体が運航された。
  - JA8908(-400D)「シドニーオリンピック　がんばれ！ニッポン！」2001年、シドニー五輪日本代表選手団のオフィシャル・エアラインとしてJOCエンブレムと“がんばれ！ニッポン！”の文字を機体にあしらった特別塗装機を国内線に就航させた。詳細は  を参照。
  - JA8906・JA8907「JAL国際線就航５０周年記念」国際線就航50周年を記念し、2機の-400型機胴体後部に、国際線就航時の航空機であるDC-6の絵を大きく描き込んだ。旅客機黎明期と大量輸送時代の機体の大きさの差が一目でわかるデザインであった。詳細は 1 を参照。
  - JA8904(-400D)・JA8905(-400D)「たまごっちジェット」詳細は  を参照。
- ブリティッシュ・エアウェイズ
  - G-CIVC（ワンワールド塗装）
  - G-CIVI （ワンワールド塗装）
  - G-CIVL（ワンワールド塗装）
  - G-CIVP（ワンワールド塗装）
  - G-CIVZ（ワンワールド塗装）
    - ブリティッシュ・エアウェイズが加盟している航空連合、ワンワールドの特別塗装機。

  - G-BYGC（英国海外航空復刻塗装）
  - G-CIVB（ランドーデザイン復刻塗装）
  - G-BNLY（BA初代復刻塗装）
    - 2019年、英国航空が創立100周年（BA100）を記念して、英国航空の前身となった英国海外航空（BOAC）の塗装、英国欧州航空（BEA）との統合直後（1974年～1980年）に使われた初代の塗装と、1984年から1997年まで使われたランドーデザイン（Landor Design）を3機のB747にそれぞれ施した。なお、ランドーデザイン復刻塗装のG-CIVBは実際にこのカラーを纏っている。
- キャセイパシフィック航空
  - B-HOX「THE SPIRIT OF HONG KONG 香港精神号（2代目）"SAME TEAM, SAME DREAM.,積極進取　飛越更高理想"」
  - B-HOY「Asia's world city」
- チャイナエアライン（中華航空）
  - B-18210（ボーイング社ハウス塗装）
    - 導入当初から2012年末まで運航。

  - B-18211（スカイチーム塗装）
    - チャイナエアラインが加盟している航空連合、スカイチームの特別塗装機。
- タイ国際航空
  - HS-TGW（スターアライアンス塗装）
    - タイ国際航空が加盟している航空連合、スターアライアンスの特別塗装機。

  - HS-TGP (レトロ塗装)
    - 2010年から3年間運航。

  - HS-TGO (ロイヤルパージ塗装)
    - 2000年から2005年まで運航。
- マレーシア航空
  - 9M-MPB (ハイビスカス塗装)
    - 2005年から2010年まで運航。

  - 9M-MPP (レトロ塗装)
    - A380の重整備に伴い期間限定復活として2016年に運用を外れていた同機に施され、試験飛行も行っていたが、結局1度も路線投入されることなく登録抹消された。
- シンガポール航空
  - 9V-SPK・9V-SPL「トロピカル・メガトップ」
    - 新しいファーストクラスの宣伝のための特別塗装機であった。しかしながら、9V-SPKは2000年10月31日に台湾の中正国際空港にてシンガポール航空006便墜落事故を起こした（シンガポール航空としては史上初となる死亡事故）。その一ヶ月後、もう1機の9V-SPLも事故の被害者・遺族への配慮として通常塗装に戻された。

  - 9V-SPP (スターアライアンス塗装）
    - 2005年から同社から退役する2012年まで運航。
- カンタス航空
  - VH-OEF（ワンワールド塗装）
    - カンタス航空が加盟している航空連合、ワンワールドの特別塗装機。

  - VH-OJB「Wunala Dreaming (ウナラ ドリーミング)」先住民を讃える特別塗装機シリーズ「Flying Art Series」の二代目。
  - VH-OEJ「Wunala Dreaming (ウナラ ドリーミング)」先住民を讃える特別塗装機シリーズ「Flying Art Series」の三代目。VH-OJBと同じ塗装を再びVH-OEJにペイントした。
- ニュージーランド航空
  - ZK-SUJ｢ロード・オブ・ザ・リング｣
- ロシア航空
  - EI-XLD（アムールトラ塗装）
    - 前面にアムールトラが描かれている。ちなみに、この機体は過去に日本航空でJA8914として運用されていて、経営破綻したトランスアエロ航空で使われたのち、ロシア航空に引き渡された。
- 大韓航空
  - 大英博物館塗装[27] HL7488
  - HL7491 大韓航空 FIFAワールドカップ2002
- 全日本空輸
  - JA8963(-400D) マリンジャンボ
  - JA8961(-400D)「スヌーピー号1996」
  - JA8965(-400D)「スヌーピー号1997」「ポケモンジェット1998」
  - JA8962「ポケモンジェットインターナショナル」
  - JA8964(-400D)「ANAポケモンジェット1999」
  - JA8957(-400D)「ピカチュウジャンボ」
  - JA8956(-400D)「お花ジャンボ」

### 747-300
- カンタス航空
  - VH-EBU「Nalanji Dreaming」先住民を讃える特別塗装機シリーズ「Flying Art Series」の初代機である。魚やカメなどをアボリジナルアートで表現した個性豊かな塗装であった。
- 南アフリカ航空
  - ZS-SAJ「Ndizani」1996年のアトランタ五輪の際、南アフリカ共和国選手団輸送機に施された特別塗装で、人形の絵が胴体・垂直尾翼全体に描かれた独特な塗装であった。五輪後も数年この塗装を継続した。
- 日本アジア航空
  - JA8185「Yokoso！Japan！」

### 747-200
- キャセイパシフィック航空
  - B-HIB「THE SPIRIT OF HONG KONG 97 香港精神号（初代） "家"」
- 日本アジア航空
  - JA8130(-200B)「Yokoso！Japan！」

### 747-100
- 日本航空
  - JA8142(-100B)「JALドリームエクスプレス(初代)」
  - JA8170(-100SUD)「JALドリームエクスプレス(初代)」「GLAY JUMBO」
- 全日本空輸
  - JA8139(-100SR)「スヌーピー号1997」

## 特徴あるB747

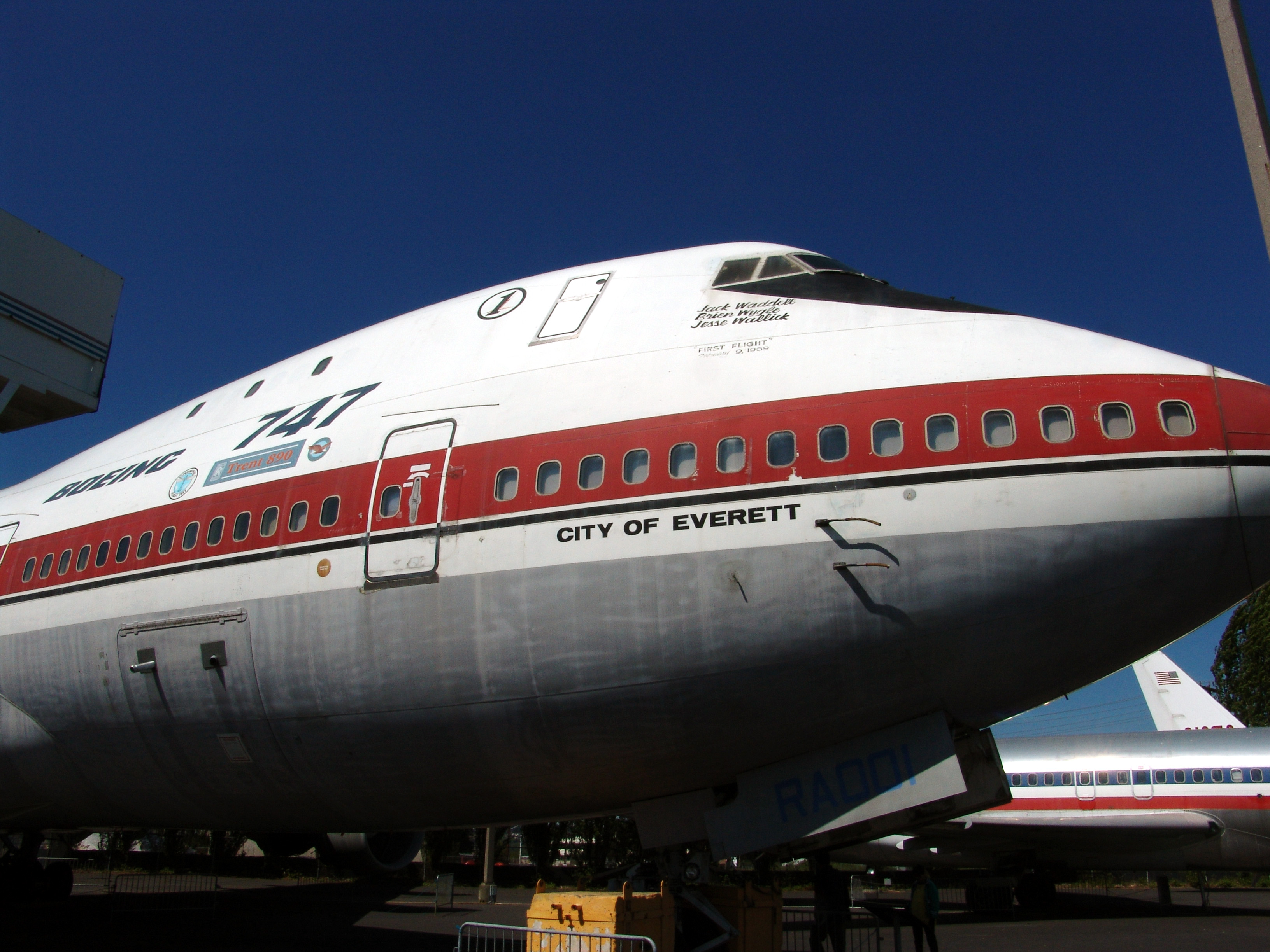
N7470「シティ・オブ・エバレット」

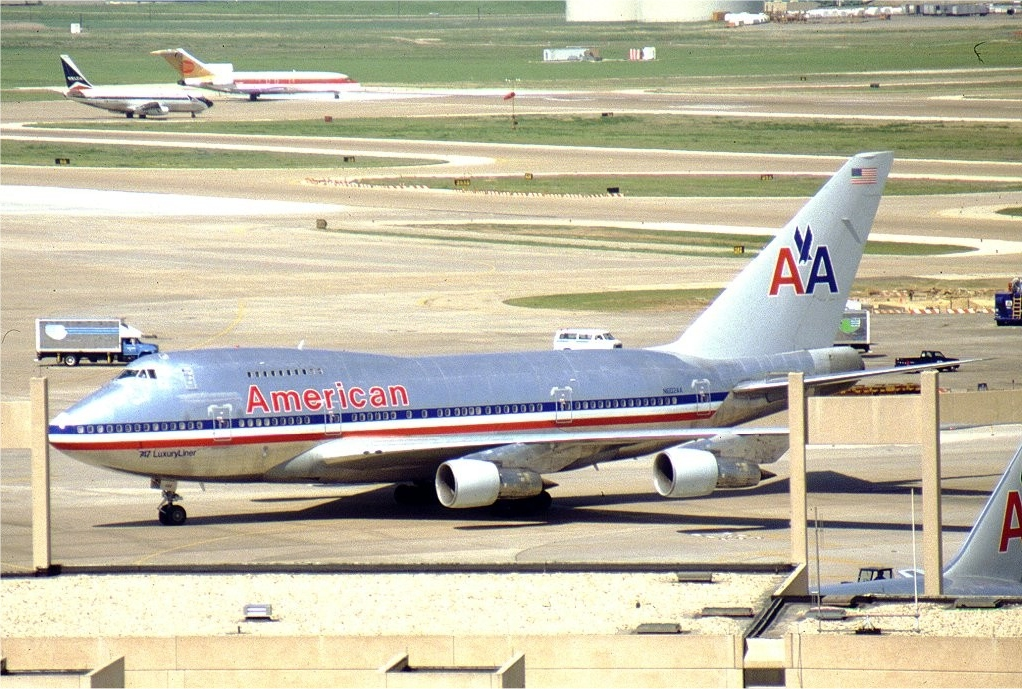
アメリカン航空のN602AA

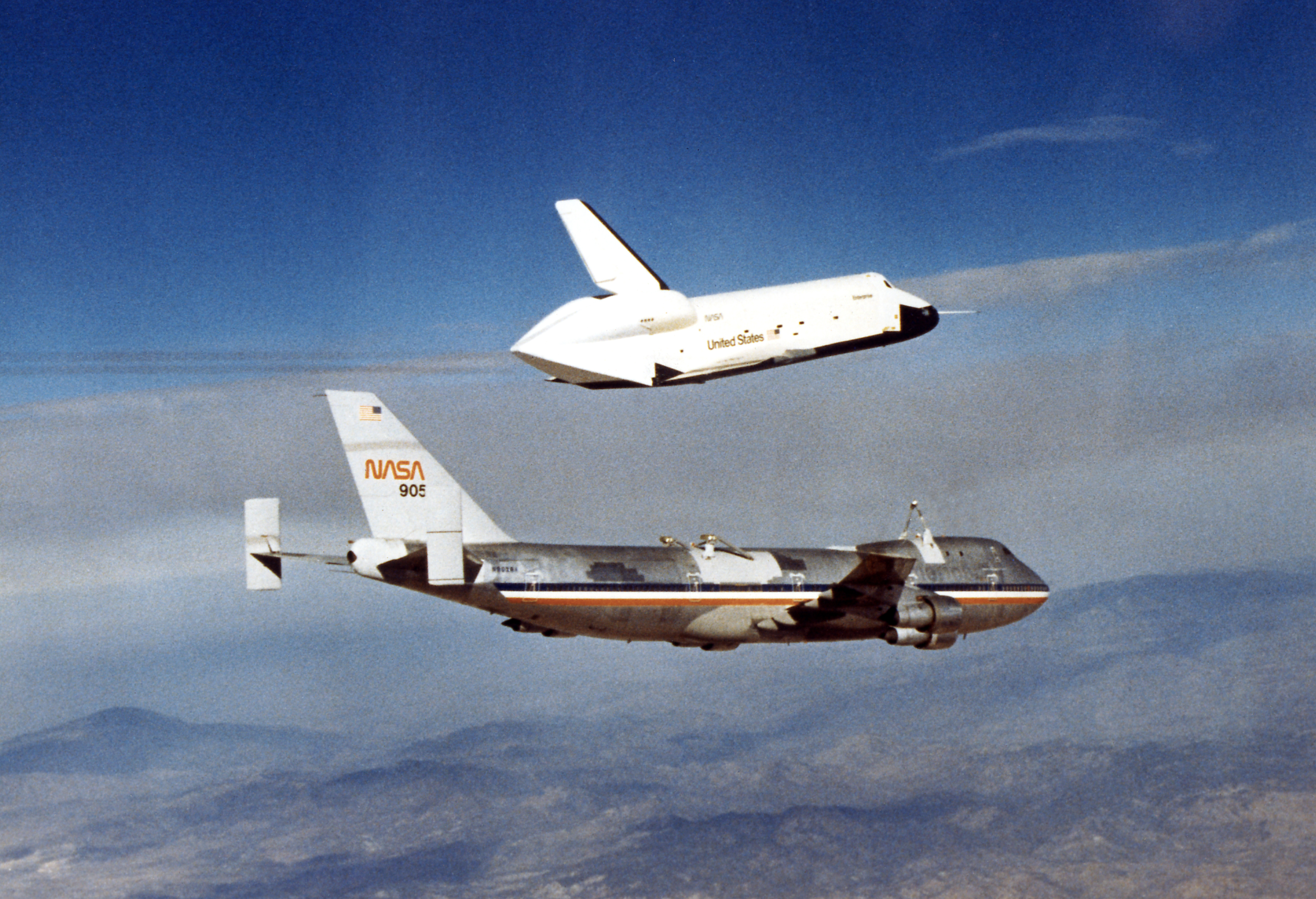
AALのハイブリッド塗装にNASAのマークを付けたN905NA

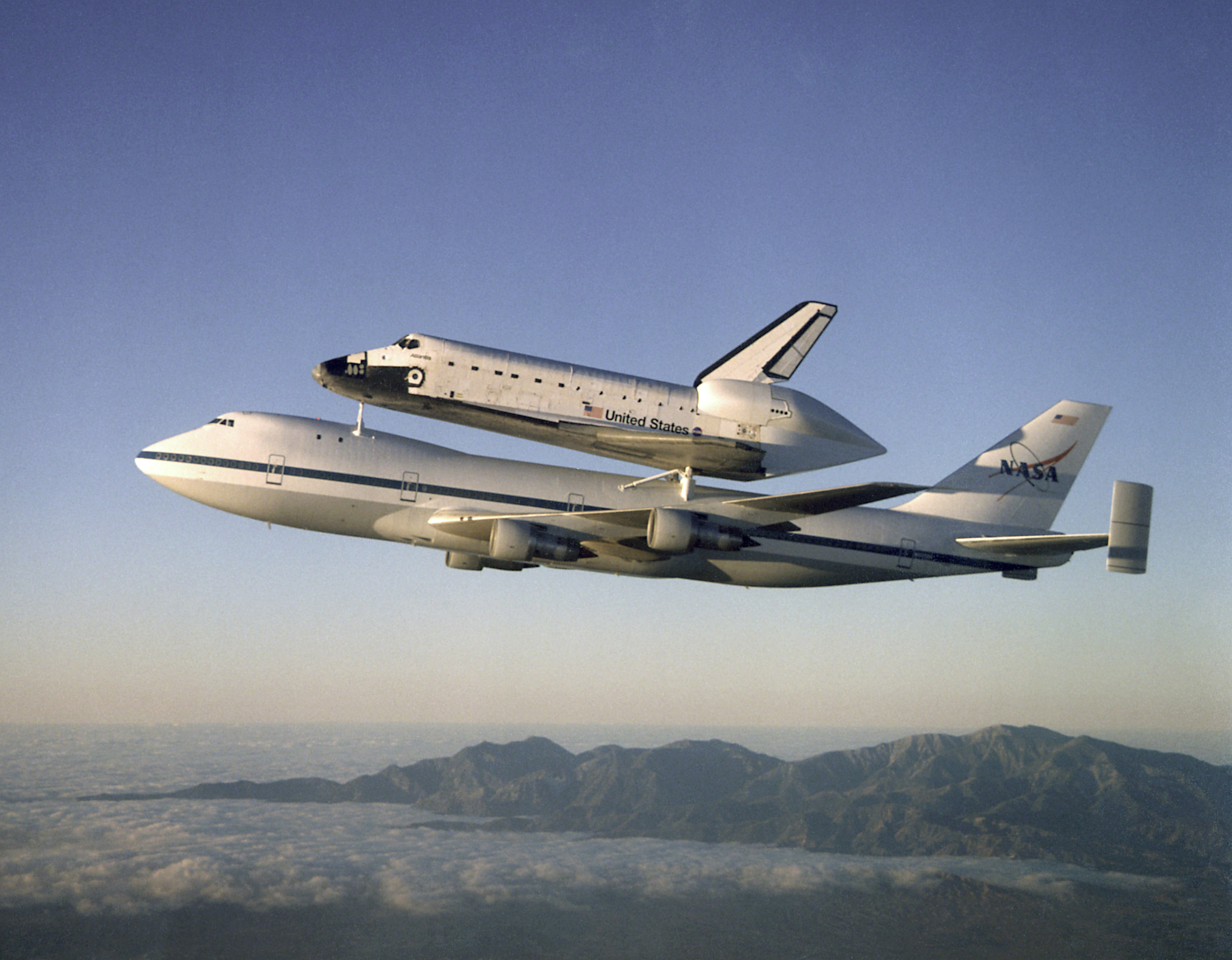
スペースシャトルを輸送中のNASA所有747-100改造機

### アメリカ
- N7470

ボーイング747生産第一号機。生産地を称えてシティ・オブ・エバレットの愛称が付けられている。現在はシアトルの航空博物館・西館にて展示・静態保存され、エンジンも取り外されている。ボーイング767とボーイング777のエンジンを第2エンジン部に付け替えて行う「エンジンテストベッド機」として使用された。
- N747PA 747生産第二号機のクリッパー・アメリカ（パンアメリカン航空）。1971年 にボーイング747初の人身事故を起こしている。1992年にメキシコに売却、翌年退役後解体された後2000年頃に韓国・南楊州市で再組み立ての上2005年までレストランに利用の後2010年解体[28]。
- N736PA  本来予定されていたクリッパー・アメリカに変わり747初の商業飛行に投入された機材で、クリッパー・ビクター（パンアメリカン航空）と呼ばれる。1977年3月27日、航空史上最悪の事故であるテネリフェ空港ジャンボ機衝突事故で喪失した。
- N905NA

NASAがアメリカン航空から購入し、スペースシャトル・オービタを輸送するシャトル輸送機に改造された。購入後は暫くのあいだAALのハイブリッド塗装のままで飛んでいたが、その後NASAのフルカラーに塗り替えられ2014年まで利用され、2015年よりケネディ宇宙センタービジターコンプレックスに実物大シャトル模型「インディペンデンス」を載せた状態で展示されている。アメリカン航空時代はN9668。
- N401PW→N661US

747-400生産第一号機。1988年4月に製造後、1年半以上の試験飛行の後、1989年12月にノースウエスト航空に引き渡された。ノースウエスト在籍中の2002年10月9日、下部方向舵の故障で緊急着陸をするインシデントを起こしている。2008年にデルタ航空に吸収合併された為、2009年に同社に移管。2015年9月9日に退役。2017年よりアトランタの「デルタ航空博物館」で一般公開開始。

### 日本

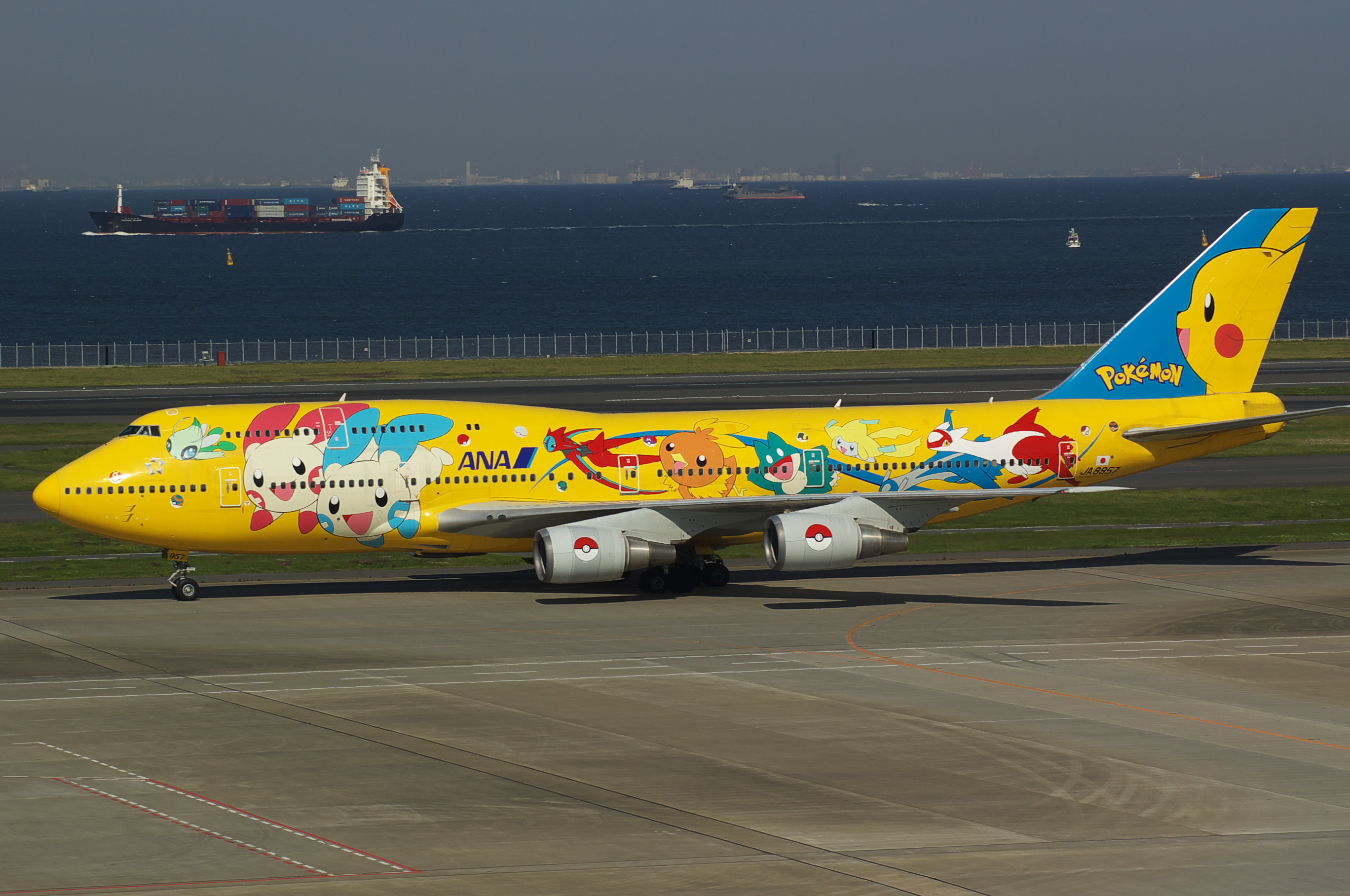
全日本空輸 ポケモンジェット JA8957

- 日本航空

JA81091973年に発生した日本赤軍らによるドバイ日航機ハイジャック事件において、JAL機で唯一テロリストに爆破され、活躍が1年弱と短命だった機体。同機の尾翼は比較的状態が良かったため、KLMオランダ航空に売却された。しかし、その機体は4年後のテネリフェ空港ジャンボ機衝突事故で失われた。
JA8117→N911NAJALの747SR1号機。また世界初の短距離仕様747である。引渡し前は垂直尾翼に「SR」と文字が大きくペイントされていた。JAL123便事故の影響で退役した際、NASAがチャレンジャー爆発事故を受けて1988年に購入、シャトル輸送機に改造。こちらは改造時にNASAの正式塗装となった。
JA8118JAL123便事故の責任を取るかたちで1988年4月、金属疲労試験を目的としてボーイング社に買い戻された。現在、胴体を輪切りにした一部がロンドンに展示されている（SR引退1号）。
JA81191985年8月12日のJAL123便事故で墜落、520人の死者が出る大惨事となった。単独の航空機事故としては、史上最多の死亡者数となった。事故原因は、1978年大阪国際空港でのしりもち事故後のボーイング社による修理が不適切であったため。
JA8151→N740SJ→JA8937貨物専用機。1994年にサザン・エア・トランスポートへ売却したが、1998年に同社が破綻したため機体を買い戻し、1999年に日本で再登録された。その後2008年にオリエント・タイ航空へ売却。
JA8161、JA8162、JA8169エグゼクティブ・エクスプレスという機体愛称が与えられ、東京成田～ニューヨークJFK間の直行便専用機として活躍した。なお、通常のJALの-200Bと異なり、JT9D-7R4G2エンジンを搭載しており、燃料タンクも増設されていた。
- 全日本空輸

JA8096東宝系映画『ハッピーフライト』で使用された機体。国内航空業界史上初で15日間、収録目的で無料レンタルされた。また同社の747として「全日空 - All Nippon Airways」の塗装で退役した最後の機体となった（映画ではCG処理で「ANA」塗装に変更していた）。
JA89551996年末に、世界で初めてボーイング747-400D（国内線仕様）にウイングレットを取り付け、-400（国際線仕様）に改修された（事例は、JA8957も同様）。
JA8963日本でのスペシャルマーキング機の嚆矢と言われるマリンジャンボ塗装でロールアウトされた機体。
JA8965初代ポケモンジェットの一機として使用された機体。
JA8966ボーイング社最終製造の747-400D型機。全日空61便ハイジャック事件当該機。
JA8133ANA初の4発機。世界で初めて500席以上の座席を配置させた機体。
JA81472004年退役後、解体されたが残骸が2005年公開の映画『宇宙戦争』の劇中で墜落した旅客機として使われ、その後ユニバーサル・スタジオ・ハリウッドにて野外展示されている。
JA8157国内線用の747-100SR型でありながら、途中で国際線仕様に改修された機材。キャビンレイアウトを国際線仕様にしただけでなく、エンジンを推力の大きいものに変更、最大離陸重量の引き上げなどを実施して、日本からヨーロッパまでノンストップ飛行が可能だった。また当機が（JAL機材を含めて）日本の空を最後まで飛んでいた747SRであり、ラストフライトの際にはノーズに花束が描かれた。
JA8159ボーイング社最終製造の747-100SR型機。ANA最後の500席仕様（536席）の747クラシック。ANAがトリトンブルー塗装を発表した後に納入されたにもかかわらず、モヒカンブルー塗装として引き渡された（後にトリトンブルー塗装へ変更）。
JA8190747-200B型機の最終製造機。すでに-400型機の生産が開始された中で製造されたため、翼胴フェアリングなど一部が-400仕様となっている。
JA8192日本籍の747では唯一の中古機。元アリア・ヨルダン航空機で、ブリティッシュ・カレドニアン航空を経て1990年にANAに納入された。
- 日本貨物航空

JA10KZボーイング社最終製造の747-400F型機（-4KZF）。
JA11KZ日本籍登録機では初めての747-8F型機（-8KZF）。
JA13KZ日本籍の747-8F型機では最初に納入された（-8KZF）。

### 韓国
- 大韓航空

B747-400 HL7488大英博物館塗装。
B747-8I HL7644全旅客機型B747シリーズの中で、最後に製造された機体。

### ドイツ

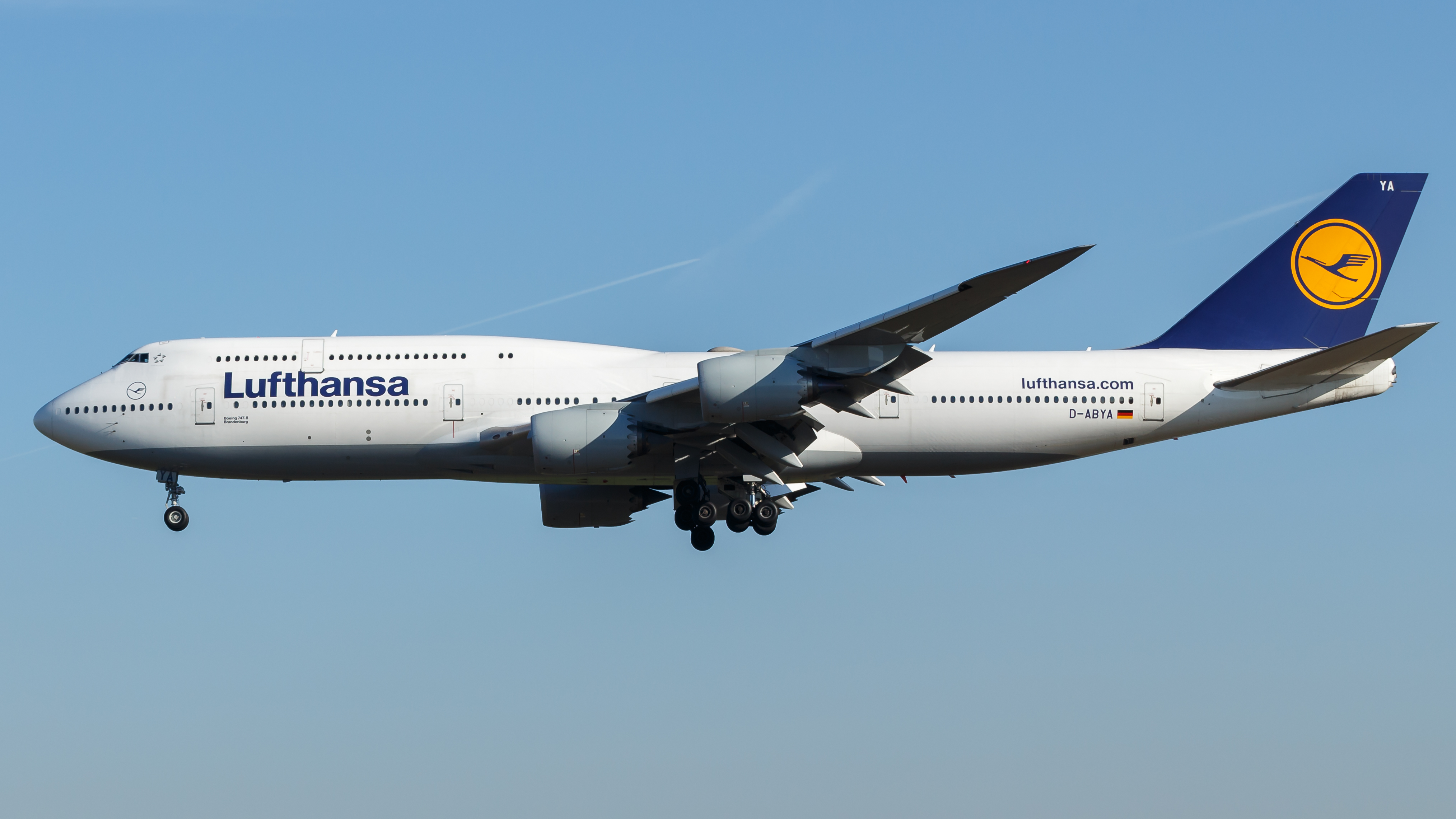
ルフトハンザドイツ航空のD-ABYA

- D-ABYA（二代目）

747-8インターコンチネンタル型機で世界で初の商業フライトに投入された機材。ルフトハンザドイツ航空向け初号機でもあり、フランクフルトからワシントンDCへの記念すべきファーストフライトを実現させた。初代機は747-130（MSN19746/12）で使用されていた。
- D-ABYP（二代目）

上記と同じく747-8インターコンチネンタル型だがこちらは､747として通算1500機目の製造機である。機体尾部にはそれを示すステッカーが貼られている。初代機は747-230B（MSN21590/348）である。
　　イラン
・EP-SIH
元イラン空軍5-8113でサハエアEP-SHBで一度退役したがまた再度サハエアに登録された

### イギリス
- G-AWND

-136。1991年2月、クウェート侵攻が始まったにもかかわらずクウェート国際空港に誤着陸し、乗員乗客全員が拉致されてしまった（なおイラク兵によって女性客室乗務員が性的暴行を受ける戦争犯罪が起き、クウェートの王子も殺害されている）。その後、人質となった全員は無事解放されたものの、機体は連合軍による空爆で破壊されてしまった。これはブリティッシュ・エアウェイズが、ボーイング747型機で唯一起こした全損であった。
- G-VWOW→N744VG（コズミックガール）

-400。ヴァージン・オービットが運用する空中発射ロケット発射母機。ヴァージン・アトランティック航空が利用していた機体（G-VWOW）の左翼下にロケットを懸架できるように改修している。後にヴァージン・オービットの拠点があるアメリカで再登録（N744VG）された。

### クウェート
- 9K-GAA

クウェート政府が導入した747-8IBBJ。政府専用機として導入された例は、-8として政府専用機は初。
モルドバ
　・4L-GEO
GEO skyが持っている747-200F。元ザ･カーゴ・エアラインの機体で登録記号が今の所有会社と同じ。

### 空軍

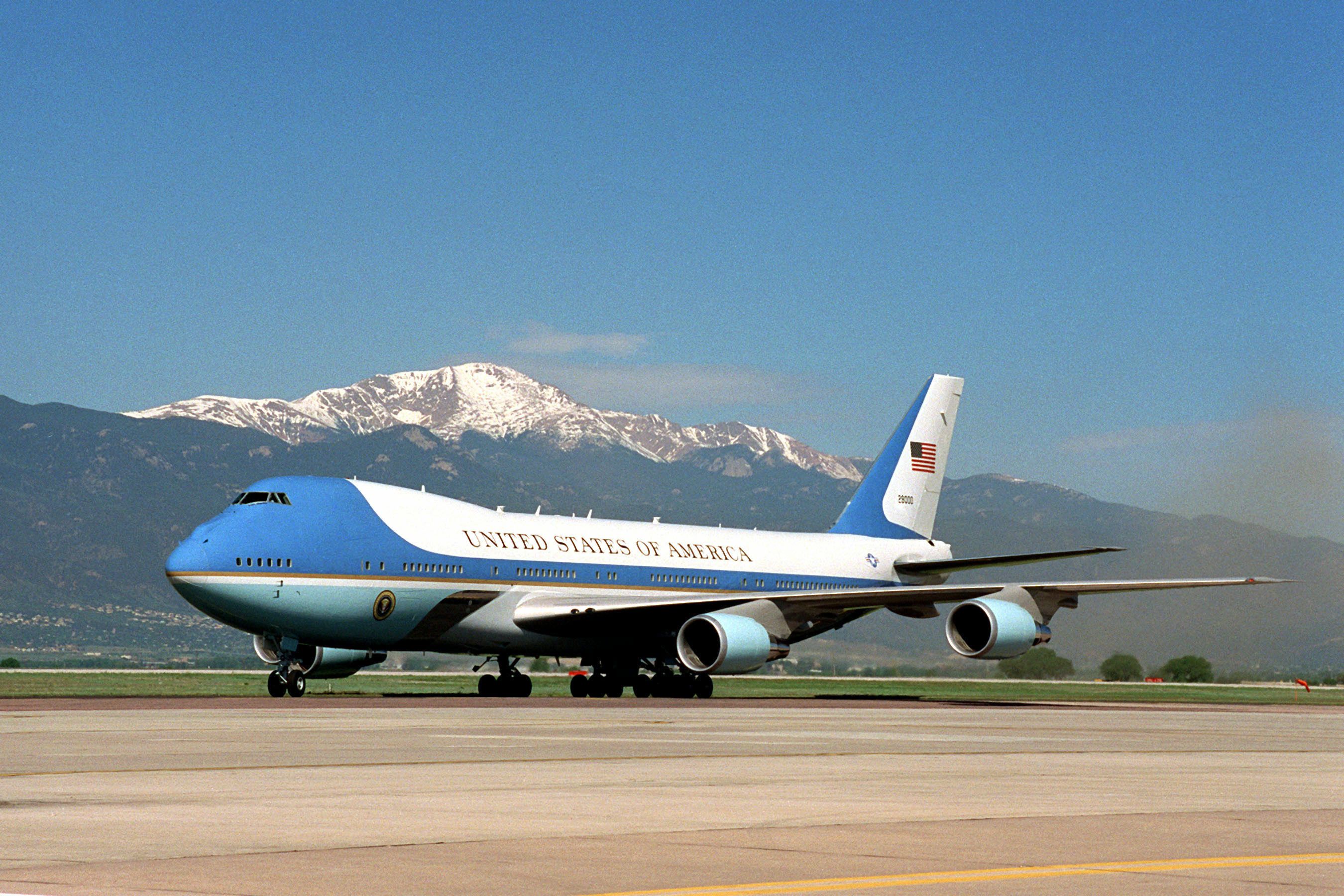
VC-25

82-8000/82-9000
アメリカ空軍所属のアメリカ大統領専用機（VC-25）。1986年にロールアウトし、1987年に初飛行したものの、仕様変更に手間取ったため引き渡しが遅れ、アメリカ空軍に納入されたのは前述のANAのJA8190よりも遅い1990年であった。このため本機が747-200Bの最終製造機であるとされる誤りがたびたび見られる。2021年頃退役予定。後継機は747-8。
20-1101/20-1102（旧JA8091/JA8092）
航空自衛隊が運用する日本の政府専用機。導入当初は総理府所属の民間機扱いで「JA8091/JA8092」の登録記号を使用していたが、1992年4月より航空自衛隊に移管となり「20-1101/20-1102」という軍用の機体識別記号となる。2019年3月退役。4月より後継機は777-300ER。
5-8103/5-8105/5-8107
イラン空軍所属の空中給油機。元トランス・ワールド航空所属。
EP-AJT/5-8106/5-8108/5-8113
イラン空軍所属の貨物機。元トランス・ワールド航空所属。

### 主な保存機

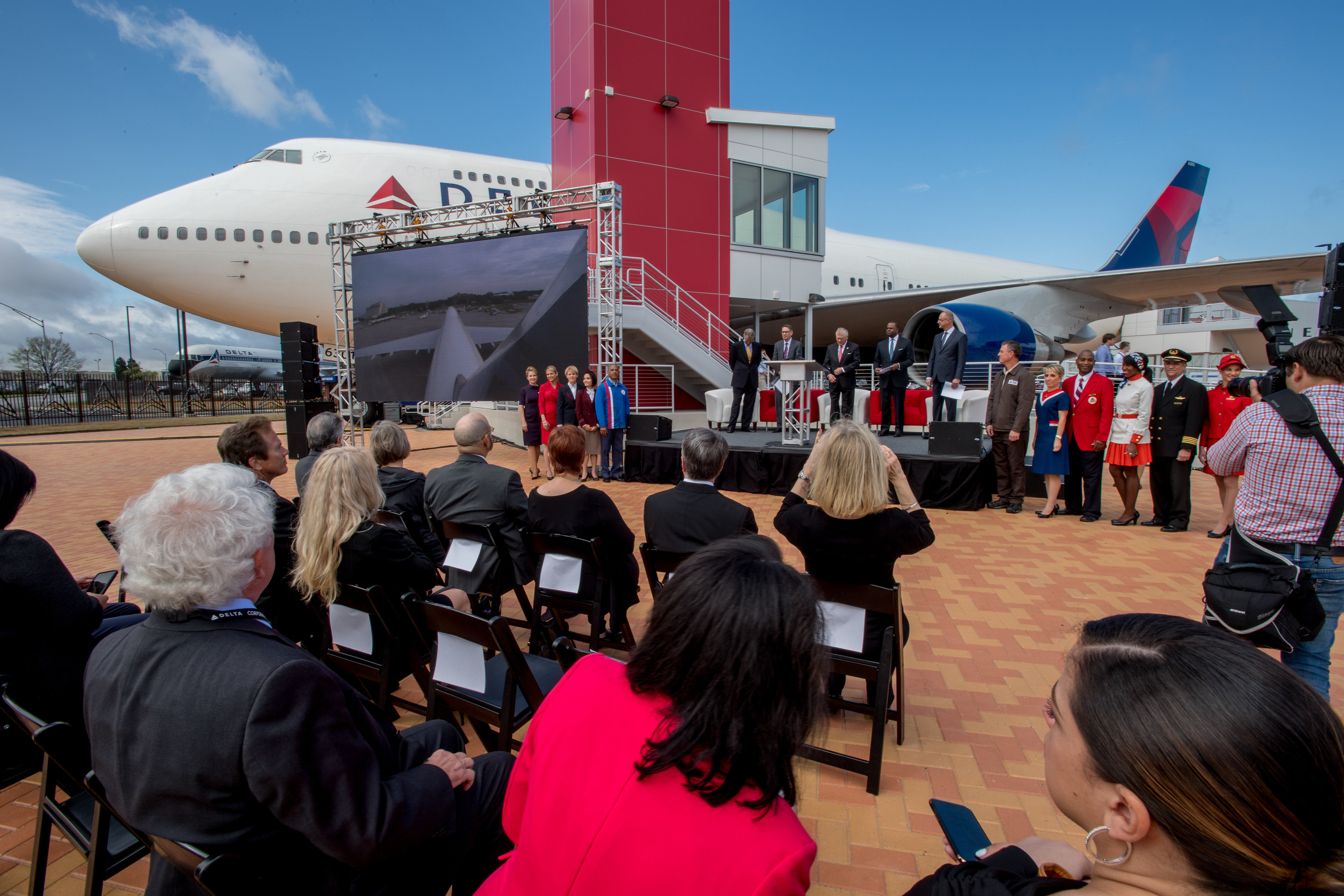
デルタ航空博物館に保存された747-400生産第一号機

| 機種          | シリアルナンバー | 機体番号 | 保存場所                                                               | |
| ------------- | ---------------- | -------- | ---------------------------------------------------------------------- | --- |
| 747-121       | 20235/1          | N7470    | ワシントン州シアトル、Museum of flight                                 | 1969年に作られたプロトタイプ機。カスタマーコードはパンアメリカン航空のものになっているが実際に引き渡されたことはなく、90年代までボーイング社所有の試験機として使用された。                                                 |
| 747-121       | 19641/7          | N691UP   | 中華人民共和国、上海近郊                                               | 1970年に作られ、パンアメリカン航空でN743PA (Clipper Flying Cloud)として運用。2010年にUPS航空から引退後、分割され上海に移動。さらに2020年に別の場所に移動。                                                                 |
| 747-132       | 19896/19         | N481EV   | オレゴン州、エバーグリーン航空宇宙博物館                               | 1970年に作られ、デルタ航空で運用。 |
| 747-121       | 19650/24         | S2-AFA   | マレーシア、ジョホールバル近郊ケンパス                                 | 1970年に作られ、パンアメリカン航空でN743PA (Clipper Black Sea)として運用。2018年に分割の上現在地に移動。 |
| 747-121       | 19651/25         | N747GE   | アリゾナ州ツーソン、ピマ航空宇宙博物館                                 | 1970年に作られ、パンアメリカン航空でN744PA（Clipper Ocean Spray）として運用。1991年のパンアメリカン航空の破産後ゼネラル・エレクトリック社に購入されエンジン試験機として2018年まで稼働した。                                |
| 747-123       | 20107/86         | N905NA   | テキサス州ヒューストン、ジョンソン宇宙センター                         | 1970年に作られ、アメリカン航空で運用。1974年にNASAに売却され、シャトル輸送機として2011年のスペースシャトル退役まで稼働。                                                                                                   |
| 747-244B      | 20239/160        | ZS-SAN   | 南アフリカ、ヨハネスブルク、ランド空港                                 | |
| 747-246B      | 20529/192        | HS-UTB   | タイ、ナコン                                                           | 元日本航空のJA8113。大学施設として使用。 |
| 747-128       | 20541/200        | F-BPVJ   | フランス、パリ、ル・ブルジェ航空宇宙博物館                             | |
| 747-212B      | 20712/218        | N485EV   | ロードアイランド州                                                     | エアフォースワン・エクスペリエンスとしてエアフォースワン風に改装され主権者教育に使用されている。JT9D搭載なので実物との判別は容易。ニューヨーク州への移動予定がある。                                                       |
| 747SR-46      | 20781/221        | N911NA   | カリフォルニア州パームデール ジョーデイヴィスヘリテージパーク          | 747SRの初号機、JA8117であった。JAL123便事故の影響で早期にJALを離れ、シャトル輸送機として2011年まで運用。 |
| 747-2B5B      | 20770/213        | HL7463   | 韓国、済州、靜石航空博物館                                             | 大韓航空の747初号機。 |
| 747-212B      | 21162/283        | 3D-NEE   | スウェーデン、ストックホルム                                           | シンガポール航空に1976年引き渡し。以降パンアメリカン航空、キャセイパシフィック航空などを経て、ノースイースト航空で運用。その破産後、ホテル「ジャンボステイ」として利用。                                                   |
| 747SP-44      | 21134/288        | ZS-SPC   | 南アフリカ、ヨハネスブルク、ランド空港                                 | |
| 747-236B      | 21239/302        | G-BDXB   | 中華人民共和国、厦門、厦門大学                                         | ブリティッシュエアウェイズの747-200の中で唯一現行塗装になった機体である。2001年より現在地で教育用に保存。 |
| 747-206B(SUD) | 21549/336        | PH-BUK   | オランダ、レリスタット空港                                             | KLMで運用されていた747-206Bであるが、稀有な一度ショートアッパーデッキとして製造されたのちアッパーデッキを延長した機体である。Louis Blériotという愛称がある。                                                               |
| 747-230M      | 21588/342        | D-ABYM   | ドイツ・ラインラント＝プファルツ州シュパイアー、シュパイアー技術博物館 | ルフトハンザ航空で1978年から2001年まで運用。Schleswig-Holsteinという愛称がある。 |
| 747-2J9F      | 21514/343        | EP-ICC   | イラン、テヘラン航空展示場                                             | イラン革命前に購入されたイラン航空発注の747-200F。 |
| 747-238B      | 22145/410        | VH-EBQ   | オーストラリア、ロングリーチ、Qantas Founders Outback Museum           | |
| 747-146B      | 22067/427        | 5U-ACG   | マレーシア、ジョホールバル近郊ケンパス                                 | 元日本航空のJA8143。 |
| 747-236B      | 21831/440        | G-BDXJ   | イギリス、ダンスフォールド空港                                         | 元ブリティッシュエアウェイズ。映画『007 カジノ・ロワイヤル』の撮影に用いられた機体で、撮影のためエンジンが独特の形状のものになっているが、2020年現在4基のRB211が運び込まれていて、近い将来元の形に復元される可能性がある。 |
| 747-212B      | 21942/471        | N642NW   | 千葉県山武郡芝山町 航空科学博物館                                      | 機首部分（セクション41）を展示。 |
| 747-246B      | 22479/496        | HS-UTR   | タイ、カセチャイ農場                                                   | JALグループ最後の747-200Bだった。 |
| 747-338       | 23223/606        | VH-EBU   | オーストラリア、ヴィクトリア州アヴァロン空港                           | |
| 747-451       | 23719/696        | N661US   | ジョージア州アトランタ デルタ航空博物館                                | 747-400の初号機。ノースウエスト航空に引き渡されたのち、ノースウエスト航空を吸収合併したデルタ航空で運用された。 |
| 747-438       | 24354/731        | VH-OJA   | オーストラリア、ニューサウスウェールズ州、シェルハーバー空港           | 商業飛行世界最長記録を樹立。シティ・オブ・キャンベラの項を参照。 |
| 747-436       | 27090/959        | G-BNLY   | イギリス、ダンスフォールド空港                                         | 元ブリティッシュエアウェイズ。2019年に落成時のLandor塗装に復刻されたが、COVID-19の影響で早期に退役。 |
| 747-436       | 25823/1195       | G-BYGC   | イギリス、セントアサン空港                                             | 元ブリティッシュエアウェイズ。2019年にBOAC塗装になったが、COVID-19の影響で早期に退役。 |
| 747-436       | 25811/1018       | G-CIVB   | イギリス、コッツウォルズ空港                                           | 元ブリティッシュエアウェイズ。2019年にNegus塗装になったが、COVID-19の影響で早期に退役。 |
| 747-436       | 25822/1157       | G-CIVW   | イギリス、ダンスフォールド空港                                         | 元ブリティッシュエアウェイズ。COVID-19の影響で早期に退役。 |

## 事故・事件

### 主な事故や事件
B747は製造数が多いこともあり、多くの航空事故に遭遇している。設計上の欠陥による事故は少なく、操縦ミスや不適切な修理や整備による事故やテロリストによる事件が多い。機体の経年化による事故も起き始めている。
- -121型 1971年 パンアメリカン航空845便、サンフランシスコ国際空港（パンアメリカン航空845便離陸衝突事故）747初の人身事故。
- -100型 1974年 ルフトハンザ航空540便、ナイロビで離陸直後に墜落（ルフトハンザドイツ航空540便墜落事故）。
- KLMは-206B型 パンナムは-121型 1977年 KLM4805便とパンナム1736便 カナリア諸島テネリフェ島のテネリフェ空港で747同士が地上衝突（テネリフェ空港ジャンボ機衝突事故）。
- -200型 1978年 エア・インディア855便 アラビア海、離陸直後にバンク角が90度に達して墜落（エア・インディア855便墜落事故）。
- -200B型 1980年 大韓航空015便 金浦国際空港で着陸失敗（大韓航空015便着陸失敗事故）。
- -200B型 1982年 ブリティッシュ・エアウェイズ9便、インドネシア上空で4基全てのエンジンが停止するもその後のエンジンが再起動したため幸い墜落には至らなかった。停止の原因は、火山噴火で上空に漂っていた火山灰をエンジンが吸い込んだことによるもの（ブリティッシュ・エアウェイズ9便エンジン故障事故）。
- -230型 1983年 大韓航空007便 領空侵犯によりオホーツク海でソ連のSu-15に撃墜される（大韓航空機撃墜事件）。
- -200型 1983年 アビアンカ航空011便 マドリードで高度確認ミスにより墜落（アビアンカ航空011便墜落事故）。
- -200B型 1985年 エア・インディア182便 大西洋上空でテロリストにより爆破（エア・インディア182便爆破事件）。
- SR-100型 1985年 日本航空123便 ボーイング社の圧力隔壁の修理ミスにより金属疲労を起こし、これが機体後部(垂直尾翼)を破損し群馬県の高天原山（御巣鷹の尾根）に墜落（日本航空123便墜落事故）。
- -200B型 1987年 南アフリカ航空295便 インド洋上で火災により墜落（南アフリカ航空295便墜落事故）。
- -100型 1988年 パンアメリカン航空 103便 通称「ロッカビー事件」 スコットランドでリビア政府関与の元で爆破された（パンアメリカン航空103便爆破事件）。
- -100型 1989年 ユナイテッド航空811便 太平洋上で貨物扉脱落により飛行不安定（ユナイテッド航空811便貨物ドア脱落事故）。
- -200F型 1991年 中華航空358便（貨物便） 機体整備不良によりエンジンが脱落し墜落（中華航空358便墜落事故）。
- -258F型 1992年 エル・アル航空1862便（貨物便） アムステルダムで金属疲労によりエンジン脱落。隣のエンジンに接触してそれも脱落しアパートに激突（エル・アル航空1862便墜落事故）。
- -100型 1996年 トランス・ワールド航空800便 ニューヨーク州ロングアイランド沖 燃料タンクに引火し空中爆発、空中分解し墜落（トランス・ワールド航空800便墜落事故）。
- -100型 1996年 サウジアラビア航空763便 デリーにおける空中衝突事故。原因は相手側のカザフスタン航空にあった（ニューデリー空中衝突事故）。
- -300型 1997年 大韓航空801便 グアムでCFITによりグアム国際空港手前の丘に墜落（大韓航空801便墜落事故）。
- -200F型 1999年 大韓航空8509便 （貨物便）ロンドンのスタンステッド空港を離陸後に操縦ミスで墜落（大韓航空8509便墜落事故）。
- -400型 2000年 シンガポール航空006便 台北の中正国際空港 滑走路を間違えて工事車両に衝突（シンガポール航空006便離陸失敗事故）。
- -200B型 2002年 チャイナエアライン611便 東シナ海上空 機体老朽化による金属疲労が原因の空中分解（チャイナエアライン611便空中分解事故）。
- -200B型 2005年 ノースウエスト航空74便 グアム国際空港にて胴体着陸。ノーズギア故障による原因（ノースウエスト航空74便胴体着陸事故）。
- -400F型 2010年 UPS航空6便 飛行中に火災が発生し、ドバイ国際空港付近の施設に墜落（UPS航空6便墜落事故）。

### 事故概略
機体損失事故
30回、総計2843人死亡。
他の原因
6回、総計857人死亡。
ハイジャック
29回、総計22人死亡。

## 運用時の問題
- 運行初期には、乗客や貨物の多さから空港関係者に混乱を招いた。日本では1970年3月11日から羽田 - ホノルル線などに就航したが、出発地の荷物の積み込みなどに時間を要し、日本への延着が慢性化。連日、多数の税関検査官をはじめとした関係者らが残業して数百人の乗客を待ち受けるという事態となった。折り返しの出発便は、羽田空港の出発時間規制（23時以降）を超過することもあったが、数百人もの乗客を朝まで空港に待機させる方が問題が大きいとして規制を無視する形で出発が行われた。航空局はパン・アメリカン航空に対して、同年4月以降、3機から4機体制に増強することを踏まえ警告を出した[30]。